# Romans-sur-Isère
Pour les articles homonymes, voir Romans.
 (novembre 2020).
Romans-sur-Isère est une commune française située dans le département de la Drôme, en région Auvergne-Rhône-Alpes, dans le sud-est de la France (moyenne vallée du Rhône).
Ses habitants sont dénommés les Romanais et les Romanaises.
Avec la ville voisine de Bourg-de-Péage, située de l'autre côté de l'Isère, elle forme une agglomération d'environ 50 000 habitants.

## Géographie

### Situation et description
Romans-sur-Isère se situe à 20 km au nord-est de Valence (préfecture), à 75 km de Grenoble, dans la partie basse de la vallée du Rhône. La commune est, avec Valence, une des principales villes de la communauté d'agglomération Valence Romans Agglo
Le site primitif de Romans offre bien des atouts : la « molasse » de son sous-sol, un grès tendre, fournissait la pierre ; son exposition protégeait du vent du nord tout en donnant le meilleur ensoleillement dans un climat présentant déjà des caractères méditerranéens. Des sources abondantes procuraient l'eau potable, le vent la force motrice aux moulins à grains ou à huile qui favorisèrent, dès le Moyen Âge, l'industrie du drap et la tannerie.

### Relief et géologie
Romans se situe dans la moyenne vallée du Rhône, au sud des collines du Bas-Dauphiné et à l'ouest des contreforts du Vercors.
Sites particuliers :

### Hydrographie
La commune est arrosée par les cours d'eau suivants :
- l'Isère ;
- la Savasse qui se jette dans l'Isère au bout de la place de la Presles[4].

La commune possède un lac de retenue.

### Climat
Pour des articles plus généraux, voir Climat d'Auvergne-Rhône-Alpes et Climat de la Drôme.
En 2010, le climat de la commune est de type climat du Bassin du Sud-Ouest, selon une étude du Centre national de la recherche scientifique s'appuyant sur une série de données couvrant la période 1971-2000. En 2020, Météo-France publie une typologie des climats de la France métropolitaine dans laquelle la commune est exposée à un climat de montagne ou de marges de montagne et est dans la région climatique Moyenne vallée du Rhône, caractérisée par un bon ensoleillement en été (fraction d’insolation > 60 %), une forte amplitude thermique annuelle (4 à 20 °C), un air sec en toutes saisons, orageux en été, des vents forts (mistral), une pluviométrie élevée en automne (250 à 300 mm).
Pour la période 1971-2000, la température annuelle moyenne est de 12,5 °C, avec une amplitude thermique annuelle de 17,7 °C. Le cumul annuel moyen de précipitations est de 889 mm, avec 7,8 jours de précipitations en janvier et 5,6 jours en juillet. Pour la période 1991-2020, la température moyenne annuelle observée par la station météorologique installée dans la commune est de 13,1 °C et le cumul annuel moyen de précipitations est de 876,7 mm,. La station météo est située au lycée horticole, dans la campagne au nord-ouest de la ville, et représente bien le climat de la plaine romanaise. La ville proprement dite, spécialement le centre historique, outre le classique îlot de chaleur lié à l'urbanisation, bénéfice d'un climat légèrement plus chaud du fait d'une exposition sud en contrebas de la plaine et au bord de l'Isère. Pour l'avenir, les paramètres climatiques de la commune estimés pour 2050 selon différents scénarios d'émission de gaz à effet de serre sont consultables sur un site dédié publié par Météo-France en novembre 2022.
| Mois                                  | jan.           | fév.           | mars            | avril         | mai           | juin           | jui.          | août           | sep.           | oct.          | nov.            | déc.          | année      |
| ------------------------------------- | -------------- | -------------- | --------------- | ------------- | ------------- | -------------- | ------------- | -------------- | -------------- | ------------- | --------------- | ------------- | ---------- |
| Température minimale moyenne (°C)     | 0,8            | 0,9            | 3,5             | 6,2           | 10,3          | 13,7           | 15,4          | 15,1           | 11,7           | 8,8           | 4,4             | 1,5           | 7,7        |
| Température moyenne (°C)              | 4,4            | 5,4            | 9,1             | 12,2          | 16,3          | 20,2           | 22,3          | 22,1           | 17,9           | 13,7          | 8,4             | 5             | 13,1       |
| Température maximale moyenne (°C)     | 8,1            | 9,9            | 14,7            | 18,2          | 22,4          | 26,6           | 29,3          | 29             | 24             | 18,7          | 12,4            | 8,4           | 18,5       |
| Record de froid (°C) date du record   | −13,2 11.01.10 | −10,3 05.02.12 | −11,2 02.03.05  | −6,5 08.04.21 | 0,9 07.05.19  | 5,3 21.06.1992 | 7,1 13.07.00  | 5,1 30.08.1998 | 1,7 30.09.1995 | −4,2 26.10.03 | −9,1 23.11.1998 | −12 30.12.05  | −13,2 2010 |
| Record de chaleur (°C) date du record | 22,1 10.01.15  | 22,2 23.02.20  | 25,9 25.03.1994 | 30,1 21.04.18 | 34,5 21.05.22 | 39,5 27.06.19  | 41,1 24.07.19 | 42,6 12.08.25  | 35 16.09.19    | 30 10.10.23   | 23,8 11.11.1995 | 18,6 17.12.19 | 42,6 2025  |
| Précipitations (mm)                   | 52,3           | 41,8           | 51,5            | 72,9          | 83,7          | 66,1           | 59            | 68,8           | 104,4          | 115,8         | 106             | 54,4          | 876,7      |

## Urbanisme

### Typologie
Au 1er janvier 2024, Romans-sur-Isère est catégorisée centre urbain intermédiaire, selon la nouvelle grille communale de densité à 7 niveaux définie par l'Insee en 2022.
Elle appartient à l'unité urbaine de Romans-sur-Isère, une agglomération intra-départementale dont elle est ville-centre,. Par ailleurs la commune fait partie de l'aire d'attraction de Romans-sur-Isère, dont elle est la commune-centre,. Cette aire, qui regroupe 30 communes, est catégorisée dans les aires de 50 000 à moins de 200 000 habitants,.

### Occupation des sols
L'occupation des sols de la commune, telle qu'elle ressort de la base de données européenne d’occupation biophysique des sols Corine Land Cover (CLC), est marquée par l'importance des territoires agricoles (50,7 % en 2018), en diminution par rapport à 1990 (59,4 %). La répartition détaillée en 2018 est la suivante : zones agricoles hétérogènes (29,7 %), zones urbanisées (25,8 %), terres arables (17,4 %), zones industrielles ou commerciales et réseaux de communication (11 %), forêts (10,2 %), prairies (3,5 %), eaux continentales (2,3 %). L'évolution de l’occupation des sols de la commune et de ses infrastructures peut être observée sur les différentes représentations cartographiques du territoire : la carte de Cassini (XVIIIe siècle), la carte d'état-major (1820-1866) et les cartes ou photos aériennes de l'IGN pour la période actuelle (1950 à aujourd'hui).

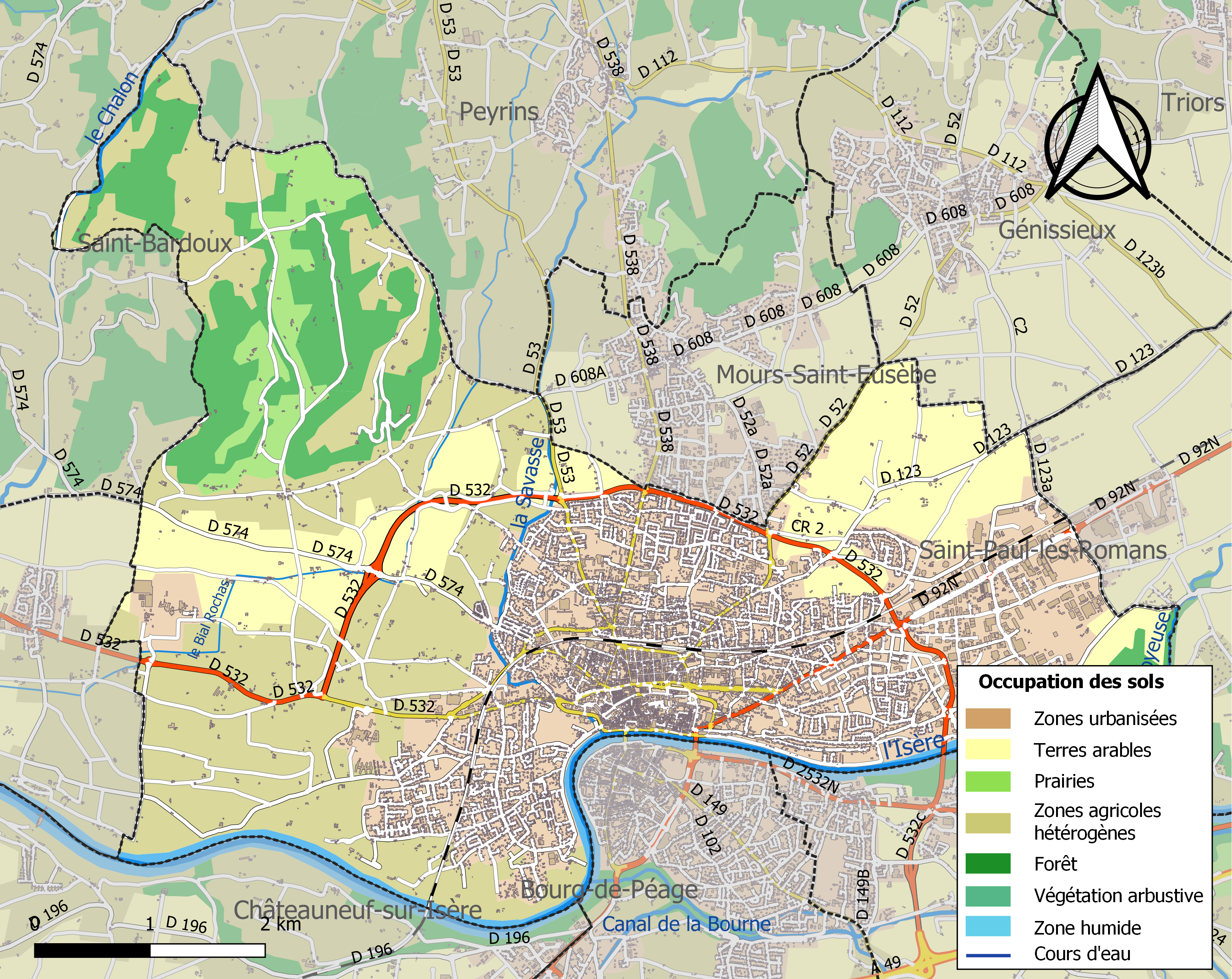
Carte des infrastructures et de l'occupation des sols de la commune en 2018 (CLC).

### Morphologie urbaine

#### Quartiers, hameaux et lieux-dits
Ces quartiers sont indiqués sur le Site Géoportail (carte IGN) :
- quartier de la Monnaie
- quartier Chatiou-Duchesne
- quartier Gloriette-Meannes-Rural
- quartier Est-Château Fleury

### Logement
En 2020, le nombre total de logements dans la commune était de 18 457, alors qu'il était de 17 954 en 2014 et de 17 241 en 2009.
Parmi ces logements, 86,7 % étaient des résidences principales, 1,5 % des résidences secondaires et 11,8 % des logements vacants. Ces logements étaient pour 38,5 % d'entre eux des maisons individuelles et pour 60,7 % des appartements.
Le tableau ci-dessous présente la typologie des logements à Romans-sur-Isère en 2020 en comparaison avec celles de la Drôme et de la France entière. Une caractéristique marquante du parc de logements est ainsi une proportion de résidences secondaires et logements occasionnels (1,5 %) inférieure à celle du département (8,1 %) et à celle de la France entière (9,7 %). Concernant le statut d'occupation des résidences principales, 49,6 % des habitants de la commune sont propriétaires de leur logement (50,2 % en 2014), contre 62,1 % pour la Drôme et 57,5 pour la France entière.
| Typologie                                               | Romans-sur-Isère | Drôme | France entière |
| ------------------------------------------------------- | ---------------- | ----- | -------------- |
| Résidences principales (en %)                           | 86,7             | 83,4  | 82,1           |
| Résidences secondaires et logements occasionnels (en %) | 1,5              | 8,1   | 9,7            |
| Logements vacants (en %)                                | 11,8             | 8,5   | 8,2            |

### Voies de communication et transports
Pendant longtemps, la route rhodanienne passa plus en amont par le gué de Romans. Un pont exista probablement dès le XIe siècle. Romans est au débouché de la vallée de l'Isère. Les voies routières et autoroutières principales sont :
- l'ancienne route nationale 532 déclassée en route départementale RD 532
- l'autoroute A49 Romans-Voreppe (Grenoble)[18].
- l'autoroute A7 : le péage se trouve à 15 km à l'ouest (à Tain-l'Hermitage). Romans se trouve à 104 km de Lyon par l'A7.

#### Transports en commun
La commune de Romans-sur-Isère est desservie par le réseau de bus Citéa issu de la fusion des anciens réseaux CTAV (pour l'agglomération valentinoise) et Citébus (pour Romans).

#### Rail

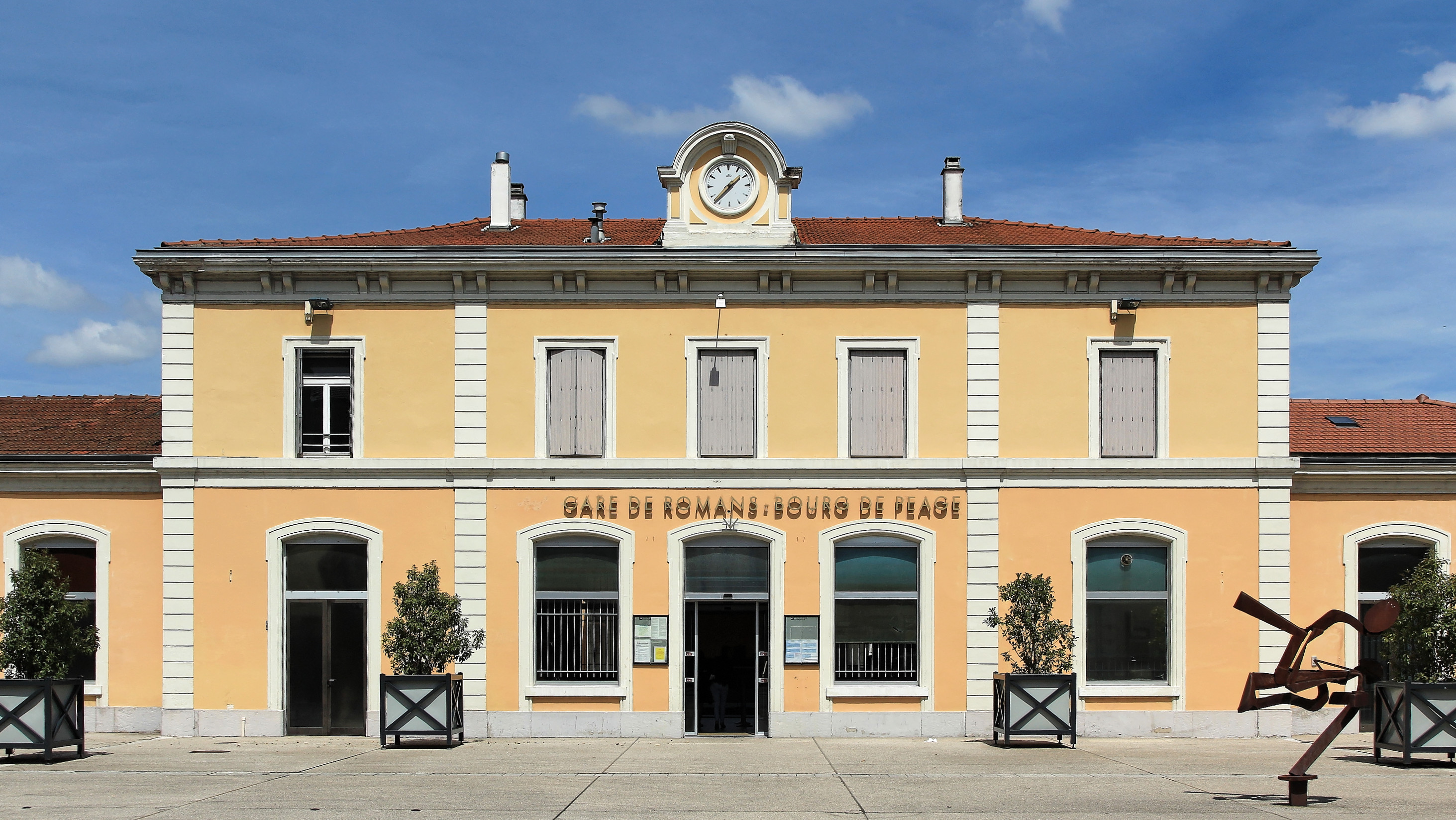
La gare SNCF.

Romans est desservie par la gare de Romans - Bourg-de-Péage sur la ligne Valence-Grenoble.

Les gares de Valence TGV et Valence-Ville sont respectivement situées à 11 et 20 kilomètres au sud-ouest de Romans.

## Toponymie
En occitan, la ville se nomme Rumans ([ry'mãn] forme locale) ou Romans ([ru'ma(ŋ)], forme panoccitane, orthographiée Roumans en graphie mistralienne), et Romans en ancien occitan.

### Attestations anciennes
Dictionnaire topographique du département de la Drôme :
- Vers 805 : mention de l'archiprêtré dit d'Octavéon : archipresbyteratus Altavensis id est de Romanis (Charvet, Histoire de Vienne, 655).
- 908 : locus qui dicitur Romanis (cartulaire de Romans, 10 bis).
- 967 : mention d'une église ou de la paroisse : ecclesia Rotmanensis (cartulaire de Romans, 261).
- 1095 : Rotmani (cartulaire de Grenoble, 55).
- 1134 : Rotomanum (cartulaire de Saint-André-le-Bas, 222).
- XIIe siècle : mention de l'hôpital de Sainte-Foi : domus helemosinarie Romanis (cartulaire de Romans, 450).
- 1183 : Rothmas (cartulaire de Die, 37).
- 1201 : villa de Romans (Valbonnais, I, 122).
- 1201 : mention de l'archiprêtré : archipresbyter Romanensis (cartulaire de Romans, 394).
- 1204 : Romas (cartulaire de Léoncel, 68).
- 1345 : mention d'un atelier monétaire : magister monetarum de Romanis (Valbonnais, II, 515).
- 1373 : villa seu oppidus de Romanis (choix de documents, 183).
- 1375 : mention du tribunal : judex communis curiae secularis de Romanis (cartulaire de Romans, II, page 230).
- 1442 : Rommans (ordonnance de Louis XI).
- 1480 : mention de l'hôpital de Sainte-Foi : domus hospitalis helemosynaria Sanctae Fidis (terrier de Saint-Barnard).
- 1891 : Romans, chef-lieu de canton de l'arrondissement de Valence.

Après la Première Guerre mondiale, la commune prend le nom de Romans-sur-Isère.

## Histoire

### Du Moyen Âge à la Révolution

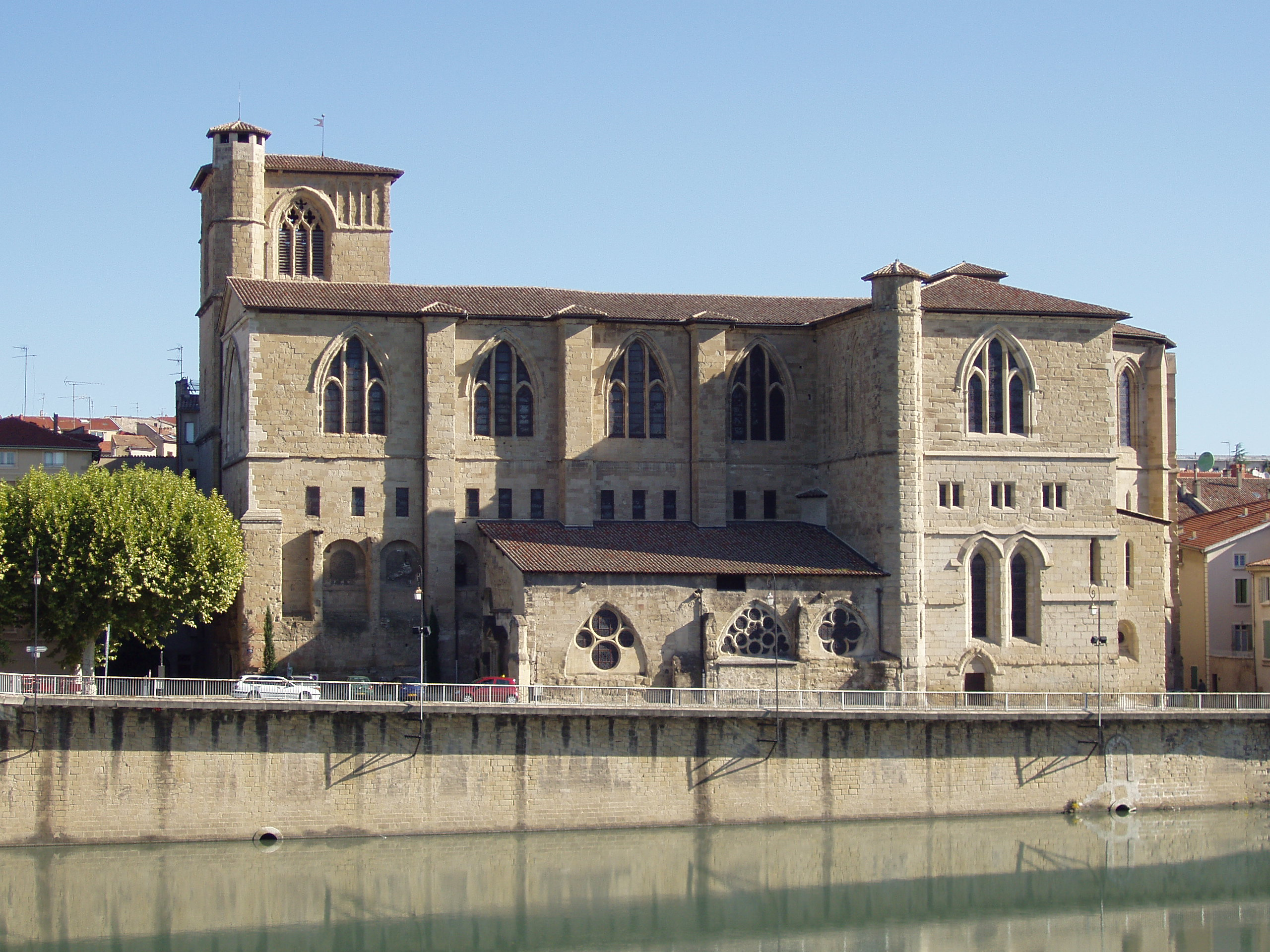
Collégiale Saint-Barnard de Romans-sur-Isère.

En 838, Romans est née de la fondation, près d'un gué sur l'Isère, d'une abbaye par Barnard, archevêque de Vienne.
Antérieurement au Xe siècle, l'archiprêtré de Romans était dit archiprêtré d'Octavéon :
- 800 : archipresbyteratus Altavensis, id est de Romanis (Charvet, Hist. de Vienne, 242).
- 937 : le pagus Altavensis (charte / Mém. de la Soc. d'hist. de la Suisse romande, XX, 116) avait vraisemblablement la même étendue que cet archiprêtré.
- (non daté) : l'ager Etelvensis (cartulaire de Romans, 30) comprenait les communes de Châtillon-Saint-Jean, de Montagne, de Bessins, de Saint-Apollinard (Drôme) et celle de Chevrières (Isère).

La seigneurie :
- Romans, dont la fondation fut une conséquence de celle de l'abbaye de Saint-Barnard dans les premières années du IXe siècle, eut cette abbaye pour premier seigneur.
- 950 : les moines ayant été sécularisés et le titre abbatial uni à l'archevêché de Vienne, le domaine de cette ville est alors partagé entre les archevêques et le chapitre de Saint-Barnard.
- 1138 : les habitants obtiennent certains droits.
- 1160 : la première charte de libertés municipales est concédée aux Romanais par l'archevêque de Vienne et le chapitre de Saint-Barnard (intervention du dauphin).
- 1344 : le dauphin, ayant acquis du pape certains droits de suzeraineté, signe avec les autres seigneurs de Romans un traité, aux termes duquel il entre en possession de la moitié de la seigneurie

Il y établit aussitôt un atelier monétaire qui fonctionnait encore en 1493.
- 1450 : un nouveau traité donne au dauphin le haut domaine.

Au cours du Xe siècle, les moines de l'abbaye sont remplacés par des chanoines, qui constituent un chapitre sous la surveillance de l'abbé Léger, fils du seigneur de Clérieux et archevêque de Vienne. L'église devint alors collégiale.
Les droits seigneuriaux sont entre les mains du chapitre de Saint-Barnard, qui cumule ainsi les pouvoirs spirituel et temporel.
1349 : c'est à Romans qu'eut lieu la cérémonie du rattachement de la province du Dauphiné à la France. L'acte, connu sous le nom de traité de Romans, fut signé dans la demeure du dauphin, près du « Pont Vieux », et fut suivi d'une cérémonie religieuse dans la collégiale Saint-Barnard[réf. nécessaire].
Fin XIVe siècle : les premiers mégissiers et tanneurs s'installent dans le quartier de la Presle.
En 1516, un riche et pieux marchand de Romans, Romanet Boffin, conçut dans la ville un chemin de Croix aboutissant au calvaire des Récollets.
La Réforme progresse dans la région et les convertis sont nombreux à Romans.

En 1561, les protestants menacent d'expulsion les cordeliers.

La crise religieuse se double d'une crise sociale et politique (contre les chanoines). Elle atteint son paroxysme en 1562 : le pays de Romans est ravagé ; la collégiale Saint-Barnard est mise à sac.
En février 1580, pendant quinze jours, les habitants de la cité se sont lancés dans un Carnaval dantesque qui dégénère en tuerie. Un événement complexe (guerre de religions, crise économique, inégalités sociales, rivalité entre noblesse et bourgeoisie) que décrypte l'historien Emmanuel Le Roy Ladurie dans son ouvrage éponyme Le Carnaval de Romans publié en 1979.
1642 : le traité de Péronne est signé entre le roi de France, Louis XIII, et le prince de Monaco, Honoré II. Ce dernier devient duc de Valentinois et reçoit, à ce titre, des droits de justice seigneuriale sur la ville de Romans.
1680 : le bourg qui s'était constitué en face de Romans, sur l'autre rive de l'Isère, devient Bourg-de-Péage, une communauté indépendante.
Démographie :
- 1366 : 932 chefs de famille soumis à l'impôt (taillables).
- 1406 : 744 feux (361 feux solvables, 360 feux misérables et 23 nobles ou de personnes exemptes de l'impôt).
- 1449 : 100 feux taillables
- 1450 : 556 chefs de famille.
- 1471 : 405 chefs de famille.
- 1672 : 1195 familles.

Avant 1790, Romans était une des dix villes du Dauphiné, dont les consuls siégeaient à la tète des députés du troisième ordre, dans les États de cette province. Elle était aussi le chef-lieu d'une élection et d'une subdélégation et le siège d'un gouvernement militaire.

Le ressort de l'élection de Romans comprenait 102 communautés réparties entre les deux subdélégations de Romans et de Saint-Marcellin.

La subdélégation s'étendait sur 67 communautés dont 44 seulement font aujourd'hui partie du département de la Drôme ; le surplus appartenant au département de l'Isère (voir introduction).

Le gouvernement militaire, qui comprenait, avec la ville de Romans et ses faubourgs, le Bourg-de-Péage, était composé d'un gouverneur (que remplaçaient en cas d'absence les officiers municipaux) et d'un lieutenant de roi.
Pour la justice, il n'y avait qu'un seul tribunal, appelé cour séculière ou cour commune et dont les officiers, à l'origine, étaient alternativement nommés par le dauphin et le chapitre de Saint-Barnard.

Par la suite, il y eut deux judicatures l'une dite royale et ducale parce que ses officiers étaient nommés par le roi sur la présentation du duc de Valentinois, et d'où l'on appelait au parlement ; l'autre dite judicature ordinaire, dont les officiers étaient nommés par l'archevêque de Vienne et le chapitre de Saint-Barnard et d'où l'on appelait au bailliage de Saint-Marcellin. Ils étaient composés l'un et l'autre d'un juge et d'un procureur juridictionnel.

Ces deux tribunaux alternaient entre eux d'année en année, pour la connaissance des affaires civiles. Le premier connaissait en outre, et d'une manière permanente, des cas royaux et de la police.
La communauté de Romans formait trois paroisses du diocèse de Vienne (voir Saint-Barnard, Saint-Nicolas, Saint-Romain)

Elle possédait plusieurs établissements religieux :
- une abbaye de femmes (voir Saint-Just) ;
- un couvent de cordeliers (voir Les Cordeliers) ;
- un de récollets (voir Les Récollets) ;
- un d'ursulines fondé en 1611 ;
- un de clarisses fondé en 1618 ;
- un de visitandines fondé en 1638[23].

Division du diocèse de Vienne, l'archiprêtré de Romans, dit aussi archiprêtré d'Octavéon, comprenait avec les cantons de Romans et de Saint-Donat, et partie de ceux de Tain, de Saint-Vallier et du Grand-Serre, plusieurs communes du canton de Saint-Marcellin (Isère).
Au plan médical, la commune possédait :
- l'hôpital de Sainte-Foi (existant dès 1060) ;
- l'hôpital de la Charité (fondé en 1639) ;
- un hôpital général (établi en 1736).

#### Saint-Barnard
Dictionnaire topographique du département de la Drôme :
- 860 : ecclesia que est sita in honore Sanctorum Apostolorum et Martyrum Viennensium, S. E. F., in pago Viennensi, in agro Concoarense, in loco nuncupante Romanis (cartulaire de Romans, 268).
- 1051 : ecclesia Sancti Petri Romanis (cartulaire de Romans, 142).
- 1054 : abbatia Sancti Petri que Romana appellatur (cartulaire de Romans, 3).
- 1068 : abbatia Sancti Petri et Sancti Barnardi in loco qui dicitur Romanis (cartulaire de Romans, 12 bis).
- 1070 : ecclesia que est constructa Romanis super fluvium Isaram, quam Sanctus Barnardus condidit in honore duodecim Apostolorum sive trium Martyrum Severini, Exsuperii et Feliciani (cartulaire de Romans, 13 bis).
- 1088 : abbatia nomine Romana, super fluvium Izaram sita (cartulaire de Romans, 5 bis).
- 1240 : ecclesia Romanensis (cartulaire de Romans, 870).
- 1400 : ecclesia Sancti Bernardi de Romanis (inventaire de Chaponnay).
- 1405 : ecclesia Beati Barnardi Romanis (terrier de Saint-Barnard).
- 1430 : capitulum ecclesia secularis et collegiate Beati Bernardi ad Romanum (terrier de Saint-Barnard).
- 1445 : ecclesia collegiata de Romaniz (terrier de Saint-Barnard).
- 1891 : Saint-Barnard, église et paroisse de la commune de Romans.

Reste d'une abbaye qui, fondée au IXe siècle par saint Barnard, archevêque de Vienne, fut sécularisée en 95o, et dont le litre abbatial fut ensuite uni à l'archevêché de Vienne.

Après avoir été desservie pendant longtemps par un clergé beaucoup plus nombreux, cette église était en 1789 le siège d'un chapitre collégial, composé d'un sacristain, d'un théologal, d'un précenteur et de douze chanoines.

Le chapitre de Saint-Barnard était seigneur parier de la ville de Romans, conjointement avec l'archevêque de Vienne, et décimateur dans les paroisses de le Bourg-de-Péage, Chanos-Curson, Chatuzange, Châtillon-Saint-Jean, Crépol, Clérieux, Génissieu, Geyssans, Miribel, Montmiral, Montrigaud, Mours, Onay, Peyrins, Romans, Saint-Ange, Saint-Bonnet-de-Valclérieux, Saint-Paul-lès-Romans, et dans plusieurs autres paroisses des départements de l'Isère, de l'Ardèche et du Rhône.

#### Saint-Nicolas
Dictionnaire topographique du département de la Drôme :
- 1220 : sacerdos Sancti Nicolai apud Romanum (cartulaire de Romans, 88).
- 1398 : Sainct Nycholas (terrier de Saint-Barnard).
- 1400 : mention du cimetière : cimiterium Sancti Nicholay (inventaire de Chaponnay).
- 1405 : Sancti Nicolay de Romanis (inventaire de Chaponnay).
- 1891 : Saint-Nicolas, église paroissiale et quartier de la commune de Romans.

Avant 1790, cette église était comme celle de la seconde paroisse de Romans et dépendait du chapitre de Saint-Barnard.

#### Saint-Romain
Dictionnaire topographique du département de la Drôme :
- XIVe siècle : capella Sancti Romani Romanis (pouillé).
- 1430 : ecclesia Sancti Romani de Romanis (terrier de Saint-Barnard).
- 1891 : Saint-Romain, église paroissiale de la commune de Romans.

Avant la Révolution, c'était une des trois églises paroissiales de Romans. Elle s'élevait dans le quartier de Chapelier. Ruinée pendant les guerres de Religion, réparée en 1756, son titre a subsisté jusqu'à la Révolution.

Les dîmes de la paroisse et la collation de la cure de Saint-Romain appartenaient au chapitre de Saint-Barnard.

### De la Révolution à nos jours

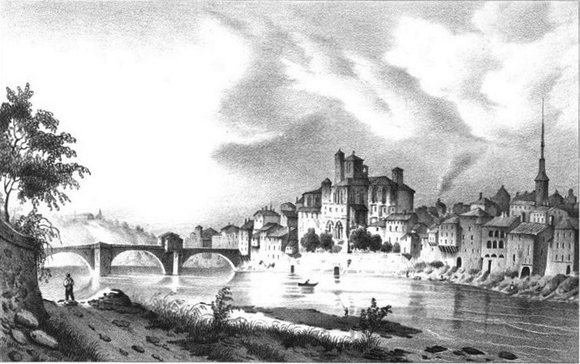
Romans-sur-Isère au XIXe siècle illustrée par Victor Cassien (1808 - 1893).

En 1790, Romans devient le chef-lieu d'un district comprenant les cantons de Bourg-de-Péage, Châteauneuf-de-Galaure, Clérieux, Hauterives, Hostun, Montmiral, Montrigaud, Moras, Romans, Saint-Donat, Saint-Paul-lès-Romans et Saint-Vallier.

La réorganisation de l'an VIII (1799-1800) en fait le simple chef-lieu d'un canton de l'arrondissement de Valence, comprenant les communes du Châlon, Châtillon-Saint-Jean, Clérieux, Crépol, Geyssans, Miribel, Montmiral, Onay, Parnans, Peyrins, Romans, Saint-Paul-lès-Romans et Triors, auxquelles on a ajouté, depuis, les communes de Génissieux et de Mours (distraites de celle de Peyrins), celle de Saint-Michel (distraite de la commune de Montmiral) et celle de Saint-Bardoux (distraite de Clérieux).
En 1891, Romans est le siège d'un tribunal de commerce étendant sa juridiction sur tout l'arrondissement de Valence.

### Émergence de l’industrie de la chaussure
Après 1850, l'économie et la société romanaises subissent une mutation majeure avec le développement de l'industrie de la chaussure.
En 1914, 5 000 ouvriers et ouvrières y sont employés. Ils sont à l’origine d’un mouvement syndical puissant.
En 1878 sous la présidence de Mac Mahon (royaliste), Gambetta y prononce son célèbre : « Le cléricalisme, voilà l'ennemi ! » et prépare le terrain pour l'instruction primaire laïque, gratuite et obligatoire. Une plaque est apposée place Jean Jaurès, commémorant son passage.
Dans les années 1920, le maire socialiste Jules Nadi fait construire, à proximité de la route de Grenoble, une cité-jardin à vocation sociale.
La crise mondiale de 1929 et des années 1930 est particulièrement dramatique pour la chaussure de Romans qui vivait en partie des exportations. La création d’une grande foire économique, en 1930, apparaît comme l’un des palliatifs.

### Pendant la Seconde Guerre mondiale
La ville de Romans-sur-Isère est envahie par les troupes allemandes à l'issue de la bataille de France. Après la signature de l'Armistice, la ville se situe en zone libre. À l'issue de l'invasion de la zone libre le 10 novembre 1942, elle se situe dans la zone d'occupation italienne jusqu'au 8 septembre 1943, puis est occupée par l'Allemagne jusqu'en août 1944. 
Le 10 mars 1943, à la gare de Romans-sur-Isère, des manifestants bloquent les voies et protestent contre le départ des requis du Service du Travail Obligatoire en Allemagne. 

### Histoire récente
En 2004, quelques noms défendent encore une production de chaussures de qualité : Jourdan, Kélian, Clergerie. Une nouvelle dynamique commerciale s'annonce avec l'ouverture de Marques Avenue, un espace de magasins d'usines, dans l’ancienne caserne Bon. Robert Clergerie sauve sa société, vendue en 2000 à un groupe financier, en la rachetant en 2005, au bord du dépôt de bilan. La société sauve 170 emplois et réembauche depuis 2005 près de 80 salariés pour remonter à 250[réf. nécessaire].
Le 4 avril 2020, une attaque au couteau d'un islamiste soudanais a lieu dans le centre-ville vers 11 heures, tuant deux personnes et en blessant cinq.
Le « quartier sensible » de la Monnaie est à plusieurs reprises la cible de violences urbaines. En mai 2021, policiers et sapeurs-pompiers sont attirés dans un guet-apens et caillassés par un groupe d’environ 80 personnes. Des sources policières considèrent le quartier comme « le point le plus difficile de la Drôme ». Néanmoins, les rénovations pour améliorer ce quartier marqué par un taux de chômage supérieur à 17 % et un revenu annuel inférieur à 7 000 euros, se sont succédé : elles s'élèvent à 88 millions d'euros selon l’Agence nationale pour la rénovation urbaine (Anru), à plus de 150 millions depuis 2014 selon la mairie. En novembre 2023, le quartier se retrouve à la une de l'actualité après le meurtre de Thomas Perotto à Crépol, commis par des habitants du quartier,. Une marche blanche en hommage à Thomas Perotto y est organisée. Elle est suivie d'une tentative d'expédition punitive par des militants d'extrême droite.
Le 9 avril 2024, dans ce même quartier de la Monnaie, un adolescent de 16 ans est tué par arme blanche,[pertinence contestée].

## Politique et administration

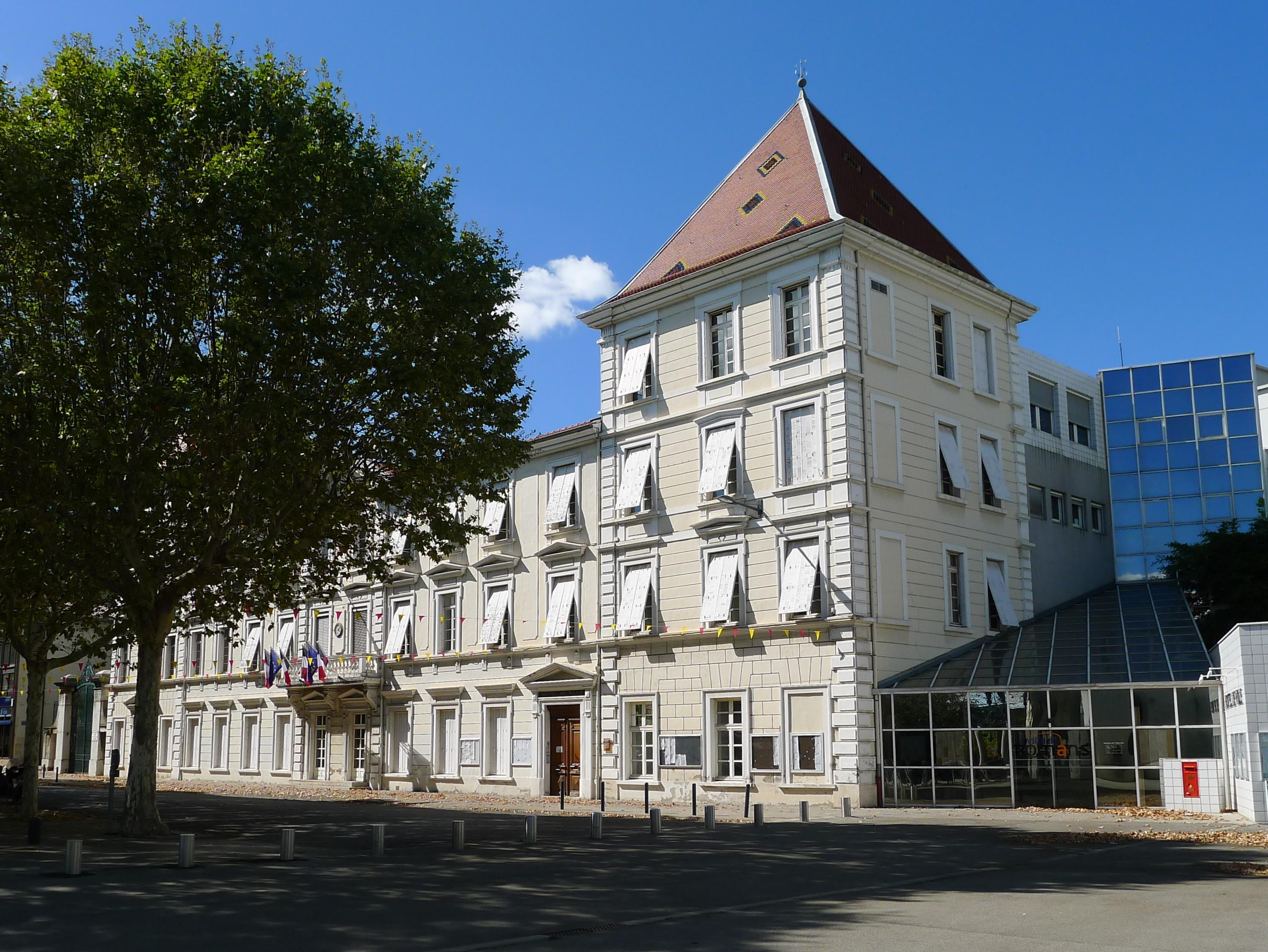
L'hôtel de ville.

### Tendances politiques et résultats
Lors du second tour de l'élection présidentielle de 2017, Emmanuel Macron (En Marche !) arrive en tête du scrutin avec 67,7 % des suffrages exprimés. Il devance Marine Le Pen (FN) qui récolte 32,3 % des voix. Emmanuel Macron (En Marche !) était aussi arrivé en première position au 1er tour (23,32 % des votes). Le vote blanc représente 5,48 % des suffrages.

#### Récapitulatif de résultats électoraux récents
| Municipales 2014    |  | PS   | 38,92 |  | DVD  | 27,31 |  | FN      | 18,80 |  | UMP  | 14,95 |             | DVD         | 46,30       |             | PS          | 42,79       |             | FN          | 10,90       |
| Européennes 2014    |  | FN   | 22,71 |  | UMP  | 20,06 |  | EELV    | 15,02 |  | PS   | 13,65 | Tour unique | Tour unique | Tour unique | Tour unique | Tour unique | Tour unique | Tour unique | Tour unique | Tour unique |
| Régionales 2015     |  | LR   | 27,17 |  | PS   | 26,17 |  | FN      | 25,71 |  | EELV | 9,11  |             | PS          | 41,13       |             | LR          | 35,70       |             | FN          | 23,16       |
| Présidentielle 2017 |  | EM   | 23,32 |  | LFI  | 21,97 |  | FN      | 21,28 |  | LR   | 18,03 |             | EM          | 67,70       |             | FN          | 32,30       | Pas de 3e   | Pas de 3e   | Pas de 3e   |
| Législatives 2017   |  | LREM | 26,79 |  | LR   | 17,51 |  | FN      | 15,97 |  | FI   | 13,26 |             | LR          | 50,40       |             | LREM        | 49,60       | Pas de 3e   | Pas de 3e   | Pas de 3e   |
| Européennes 2019    |  | LREM | 22,07 |  | RN   | 21,27 |  | EELV    | 16,17 |  | LR   | 8,12  | Tour unique | Tour unique | Tour unique | Tour unique | Tour unique | Tour unique | Tour unique | Tour unique | Tour unique |
| Municipales 2020    |  | LR   | 46,25 |  | LREM | 25,64 |  | FI-EELV | 16,94 |  | PS   | 11,14 |             | LR          | 53,34       |             | LREM        | 46,66       | Pas de 3e   | Pas de 3e   | Pas de 3e   |

### Rattachements administratifs et électoraux
Le nouveau canton de Romans-sur-Isère comprend :
- huit communes entières ;
- la partie de la commune de Romans-sur-Isère située à l'est d'une ligne définie par l'axe des voies et limites suivantes : depuis la limite territoriale de la commune de Mours-Saint-Eusèbe, avenue de Saint-Donat (route départementale 53), rue Théodore-Monod, rue de la Gloriette, avenue Jean-Moulin, avenue de la Première-Armée, avenue Georges-Pompidou, rue des Charmilles, rue Guynemer, rue Brémond, avenue Emile-Zola, passage supérieur Evariste-Galois, ligne de chemin de fer de Valence à Moirans, avenue Jean-Moulin, place Carnot, boulevard de la Libération, rond-point Paul-Deval, rue Marc-Antoine-Julien-de-la-Drôme, place de l'Eperon, côte des Masses, rue du Faubourg-de-Clérieux, avenue du Chanoine-Jules-Chevalier, quai Sainte-Claire, place de la Presle, rue Fontessort, rue Percherie, côte des Poids-et-Farines, petite rue Neuve, rue du Refuge, rue Rebatte, rue des Remparts-Jacquemart, rue Jacquemart, place Charles-de-Gaulle, côte Sainte-Ursule, place du 75e-Régiment-d'Infanterie, place Jean-Jaurès, rond-point de l'Europe, avenue Gambetta, rue Ampère, avenue Adolphe-Figuet, rue de l'Isère, pont du Maréchal-de-Lattre-de-Tassigny, route départementale 2092 N, jusqu'à la limite territoriale de la commune de Bourg-de-Péage[réf. nécessaire].

### Politique environnementale
La commune a posé une vingtaine de nichoirs artificiels pour la chouette chevêche lors d'un aménagement foncier.

#### Villes et villages fleuris
En 2014, la commune de Romans-sur-Isère bénéficie du label « ville fleurie » avec « deux fleurs » attribuées par le Conseil national des villes et villages fleuris de France au concours des villes et villages fleuris depuis 2008.

### Finances locales
Romans-sur-Isère est la première ville à sortir des prêts toxiques en se désendettant. En effet, lors d'un conseil municipal, les élus à une large majorité ont voté pour le désendettement de la ville. La municipalité a renégocié ses taux d'emprunts et profite également de l'article 31 de la loi de finances pour 2016, cela modifie la méthode de calcul des ratios financiers pour les collectivités territoriales et les établissements publics bénéficiaires du fonds de soutien. Elle va donc bénéficier d'une aide du fonds de soutien de 19,6 milliards. Ces opérations vont permettre un désendettement direct de 1 milliard. Le ratio dette par habitant est de 1 640 euros en 2016 contre 1 736 en 2014.
Signature d'un partenariat économique, touristique ainsi que culturel et éducatif avec la ville chinoise Quinhuangdao qui compte trois 3 millions d'habitants.
Une nouvelle gestion de la ville a permis de réduire de 7% les dépenses de la commune entre 2014 et 2016.
Voir aussi la page suivante (finances locales de Romans-sur-Isère de 2000 à 2018).

### Jumelages
La commune de Romans-sur-Isère est jumelée avec les neuf villes suivantes.
| Romans-sur-Isère Coalville Zlín. Straubing Zadar El Jem Taroudannt Beit Sahour Vardenis Corsano |

- Coalville (Royaume-Uni) depuis 1962
- Zlín (Tchéquie) depuis 1967
- Straubing (Allemagne) depuis 1970
- Zadar (Croatie) depuis 1985
- El Jem (Tunisie) depuis 1987 (coopération)
- Taroudant (Maroc) depuis 1994 (coopération)
- Beit Sahour (Palestine) depuis 1995 (coopération)
- Vardenis (Arménie) depuis 1996 (coopération)
- Corsano (Italie) depuis 2009 ou/et  Varèse (Italie) depuis 1957

## Équipements et services publics

### Enseignement

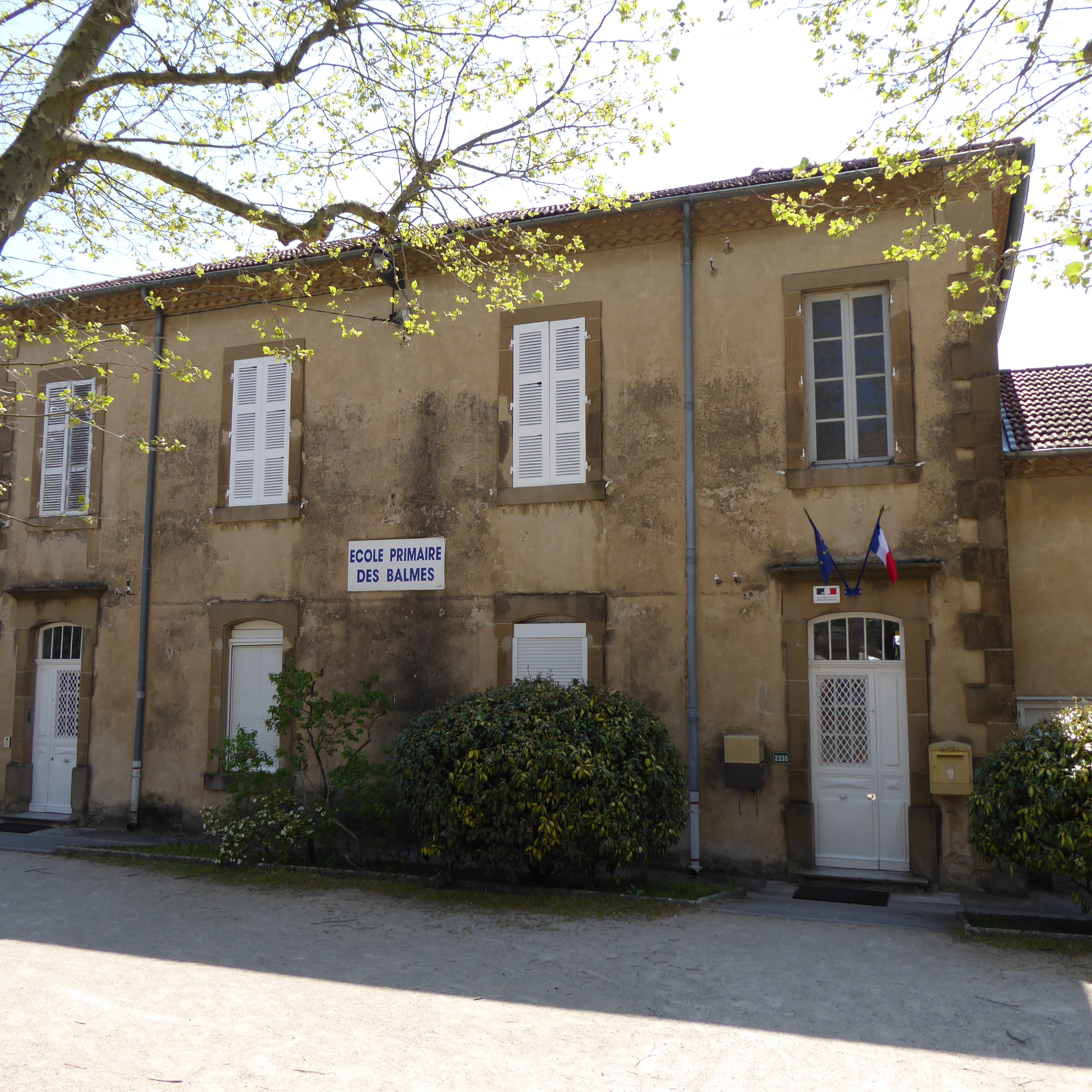
École des Balmes.

Romans-sur-Isère dépend de l'académie de Grenoble (rectorat de Grenoble) et les écoles primaires de la commune dépendent de l'inspection académique de la Drôme
.
La commune possède 37 établissements scolaires sont ouverts : 24 écoles, 5 collèges et 8 lycées.
L'école primaire des Balmes accueille une quarantaine d'élèves qui peuvent bénéficier de la cantine sur place, mais pas de REP (Réseau d'Éducation Prioritaire) ou de CLIS (Classe pour L'Inclusion Scolaire). Elle dispose de classes élémentaires mais également de classes de maternelle.

### Santé
Les hôpitaux de Drôme nord ont, en 2018, une capacité de 847 lits et places dont :
- Médecine : 190
- Chirurgie : 86
- Gynéco-obstétrique : 25
- Moyen séjour : 94
- Long séjour : 452

Présence d'un centre de santé, Avenue du Maquis.

## Population et société

### Démographie

#### Évolution démographique
L'évolution du nombre d'habitants est connue à travers les recensements de la population effectués dans la commune depuis 1793. Pour les communes de plus de 10 000 habitants les recensements ont lieu chaque année à la suite d'une enquête par sondage auprès d'un échantillon d'adresses représentant 8 % de leurs logements, contrairement aux autres communes qui ont un recensement réel tous les cinq ans,.

En 2022, la commune comptait 33 139 habitants, en évolution de −0,51 % par rapport à 2016 (Drôme : +2,64 %, France hors Mayotte : +2,11 %).
| 1793  | 1800  | 1806  | 1821  | 1831  | 1836  | 1841  | 1846  | 1851   |
| ----- | ----- | ----- | ----- | ----- | ----- | ----- | ----- | ------ |
| 5 742 | 6 473 | 6 997 | 8 837 | 9 285 | 9 972 | 9 471 | 9 958 | 10 869 |

| 1856   | 1861   | 1866   | 1872   | 1876   | 1881   | 1886   | 1891   | 1896   |
| ------ | ------ | ------ | ------ | ------ | ------ | ------ | ------ | ------ |
| 11 219 | 11 257 | 11 524 | 12 674 | 12 923 | 13 806 | 14 733 | 16 545 | 16 702 |

| 1901   | 1906   | 1911   | 1921   | 1926   | 1931   | 1936   | 1946   | 1954   |
| ------ | ------ | ------ | ------ | ------ | ------ | ------ | ------ | ------ |
| 17 140 | 17 622 | 17 201 | 17 054 | 17 596 | 18 957 | 19 489 | 22 171 | 22 559 |

| 1962   | 1968   | 1975   | 1982   | 1990   | 1999   | 2006   | 2011   | 2016   |
| ------ | ------ | ------ | ------ | ------ | ------ | ------ | ------ | ------ |
| 26 377 | 31 545 | 33 030 | 33 152 | 32 734 | 32 667 | 33 138 | 33 613 | 33 310 |

| 2021   | 2022   | - | - | - | - | - | - | - |
| ------ | ------ | - | - | - | - | - | - | - |
| 32 911 | 33 139 | - | - | - | - | - | - | - |

#### Pyramide des âges
En 2020, le taux de personnes d'un âge inférieur à 30 ans s'élève à 33,9 %, soit un taux supérieur à la moyenne départementale (33,4 %). Le taux de personnes d'un âge supérieur à 60 ans (30,1 %) est supérieur au taux départemental (28,4 %).
En 2020, la commune comptait 15 477 hommes pour 17 341 femmes, soit un taux de 52,84 % de femmes, supérieur au taux départemental (51,52 %).
Les pyramides des âges de la commune et du département s'établissent comme suit :
| Hommes | Classe d’âge | Femmes |
| ------ | ------------ | ------ |
| 0,9    | 90 ou +      | 2,6    |
| 9,1    | 75-89 ans    | 12,6   |
| 16,6   | 60-74 ans    | 18,1   |
| 19,3   | 45-59 ans    | 18     |
| 18,2   | 30-44 ans    | 16,7   |
| 17,7   | 15-29 ans    | 15,8   |
| 18,3   | 0-14 ans     | 16,2   |

| Hommes | Classe d’âge | Femmes |
| ------ | ------------ | ------ |
| 0,8    | 90 ou +      | 2      |
| 8      | 75-89 ans    | 10,3   |
| 17,9   | 60-74 ans    | 18,7   |
| 20,3   | 45-59 ans    | 19,9   |
| 18     | 30-44 ans    | 18     |
| 16,2   | 15-29 ans    | 14,2   |
| 18,9   | 0-14 ans     | 17     |

### Manifestations culturelles et festivités

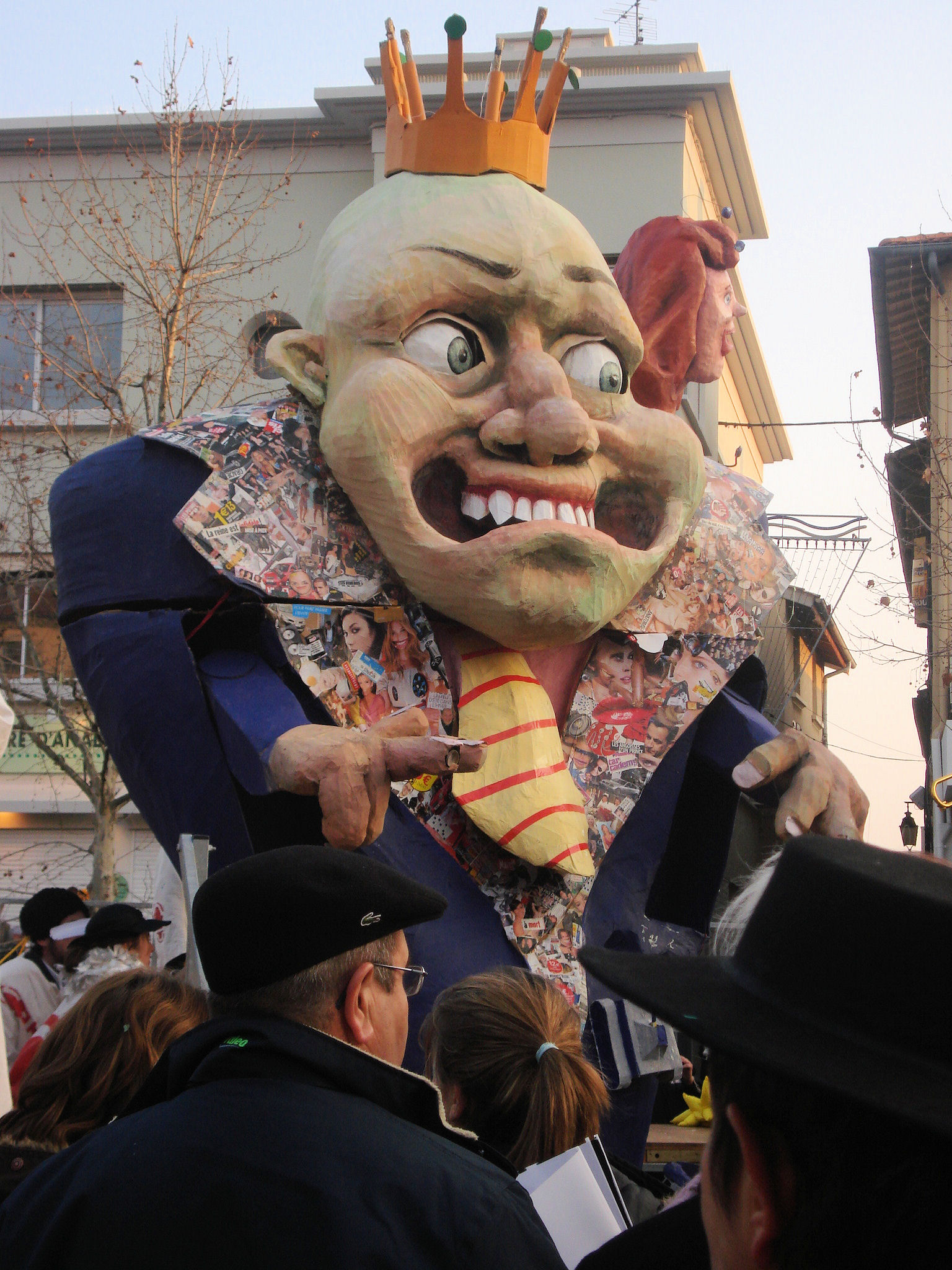
Carmentran au carnaval de Romans 2008.

- Février : le Carnaval de Romans a lieu chaque année fin février. Il existe depuis plusieurs siècles et s'est tristement illustré en 1580 par un bain de sang. Il mêle la foule déguisée et les artistes de théâtre de rue. On peut assister au procès de Carmentran qui est brûlé le soir pour évacuer tous les malheurs de l'année[76].
- Juillet : Festival international de folklore de Romans : chaque année, en juillet, une quinzaine de groupes folkloriques du monde entier se produisent pendant une semaine dans toute la ville et la région. Cet événement est labellisé par le CIOFF (Comité International d'Organisation des Festivals de Folklore) et organisé par le groupe d'Art et Traditions Populaires de la ville, Empi et Riaume[77].
- Automne : la Foire du Dauphiné a lieu chaque année pendant dix jours[78].
- Noël : une grande crèche est mise en place dans l'église des Balmes et accueille de nombreux visiteurs. Pour les habitants, la visite de la crèche des Balmes[79] est devenue une tradition lors des fêtes de fin d'année.

Le Festival du jeu de Romans a lieu les années paires.

### Sports et loisirs

#### Sports
- Athlétisme : l'Entente Athlétique Romanaise et Péageoise (EARP) fait partie des meilleurs clubs de Rhône-Alpes[81].
- Aviron : l'Aviron Romanais Péageois et RCBI, créée en 1908, est le premier club de Drôme-Ardèche. Le plus grand rameur du club est Laurent Porchier qui a été plusieurs fois champion de France et champion du monde. Son plus grand titre est celui de champion olympique à Sydney en 2000[82].
- BMX : Romans a accueilli les championnats de France de BMX les 7 et 8 juillet 2007 ainsi que le championnat d'Europe du 13 au 15 juillet 2007[83].
- Cyclisme : le Vélo Sprint Romanais Péageois (VSRP) compte plus de 100 licenciés, des plus jeunes aux plus âgés, du plaisir à la compétition.
- Football : la Persévérante Sportive Romanaise (PSR dit la Persé), créée en 1908, compte environ 300 licenciés, l'équipe sénior évolue en 1re division du district de Drôme-Ardèche[réf. nécessaire].
- Handball : le Handball Club Romanais évolue en régional et prénational pour ses équipes premières[réf. nécessaire].
- Judo : le dojo romanais est le 3e club de France en nombre de licenciés[84].
- Rugby à XV : l'US Romans-Péage a longtemps joué en première division, et est fusionné en 2016 pour donner naissance au Valence Romans Drôme Rugby.
- Tennis : le tennis-club des Chasses accueille chaque année plus de 186 nouveaux licenciés. Présence d'un club house, de 9 terrains extérieurs et de 4 terrains intérieurs[85].
- Tennis de table : l'ASPTT Tennis de Table évolue en Nationale 1 avec son équipe homme, en Pré-Nationale pour son équipe féminine, section Handisport, BabyPing[réf. nécessaire].
- Volley-ball : le Volley Ball Romanais comprend 106 licenciés FFVB + 50 licenciés UFOLEP et a fêté ses 40 ans durant la saison 2008/2009[réf. nécessaire].

##### Événements sportifs
- 2016 : ville d'arrivée d'une épreuve du Paris-Nice le (10 mars 2016) : victoire au sprint du cycliste français Nacer Bouhanni (Cofidis)[86].

#### Loisirs
- Pêche et chasse[5].
- Nautisme[5].

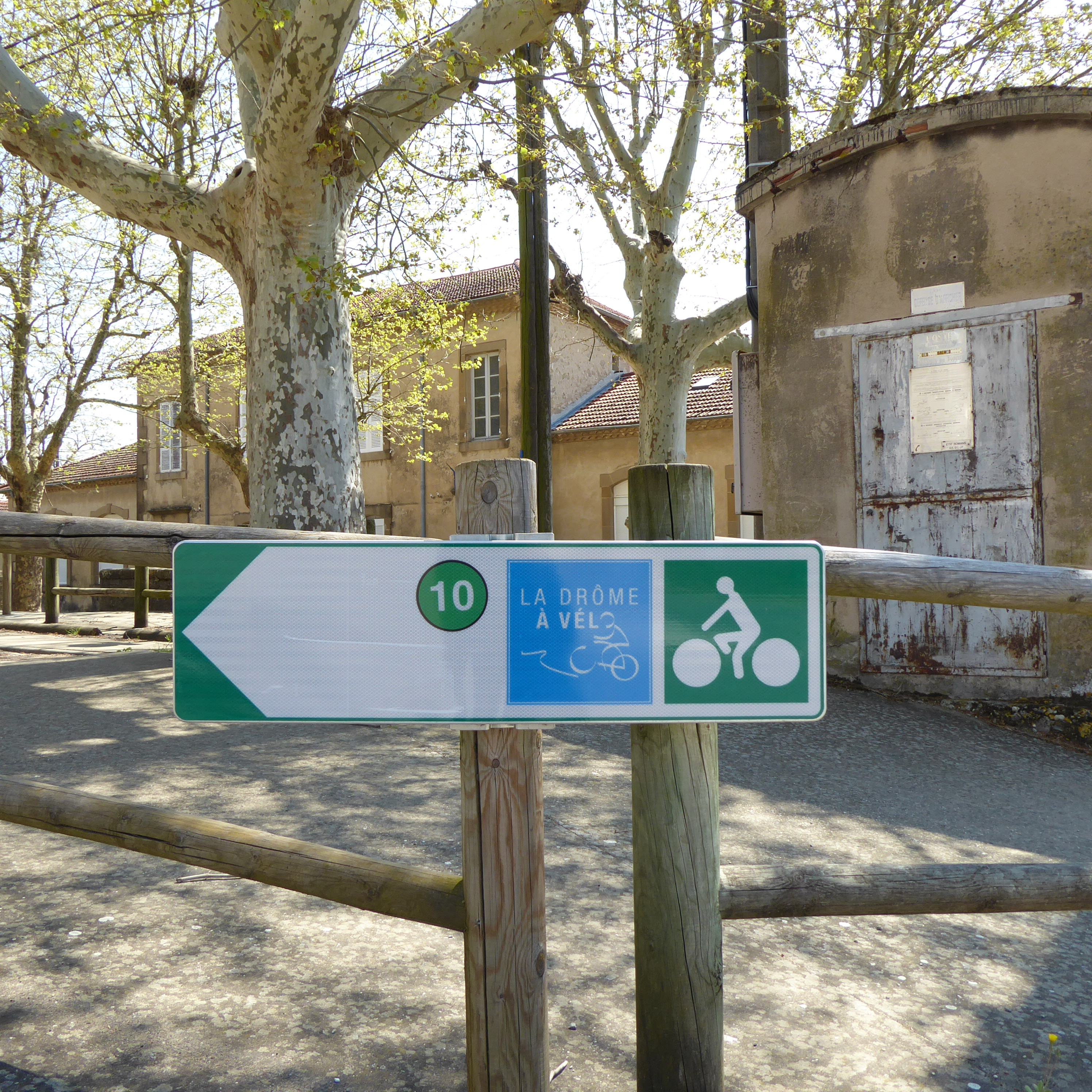
Panneau de la Drôme à vélo

Le quartier des Balmes est situé à environ 5 km du centre de Romans. Les Balmes est situé sur le circuit de la Drôme à vélo, sur la route de Saint Jacques de Compostelle et à proximité du Vercors. Des sentiers pédestres et VTT partent également du village.

### Cultes
La paroisse Sainte Claire en Dauphiné regroupe les communes de Romans-sur-Isère, Bourg-de-Péage, Chatuzange-le-Goubet et Granges-lès-Beaumont.

### Médias

#### Presse écrite
- Le Dauphiné libéré (quotidien régional).
- L'Impartial de la Drôme (hebdomadaire local).
- Drôme Hebdo (anciennement Peuple Libre) (hebdomadaire local).
- L'Agriculture drômoise (hebdomadaire agricole et rural).

#### Presse audiovisuelle
- Ici Drôme Ardèche (radio publique locale).
- Radio RTI[89] (web radio romanaise).

## Économie

### Industrie
Chaussure et habillement
Romans a longtemps concentré beaucoup d'industries de la chaussure de luxe mais le secteur est en fort déclin depuis la fin des années 1980. La région de Romans a vécu le lundi 29 août 2005, une journée noire avec l'annonce coup sur coup de la liquidation judiciaire de Stephane Kélian Production et du dépôt de bilan de Charles Jourdan. Cette région, qui avait déjà vu fondre les effectifs des fabricants de chaussure, passant de 1 443 personnes en 2000 à 784 en juin 2005, va encore perdre les 143 salariés de Stephane Kélian Production, tandis que le dépôt de bilan du groupe Charles Jourdan le 22 août menaçait 432 emplois. Les deux entreprises ont été rachetées en 2007 et 2008 par le groupe Royer, qui a délocalisé la production et exploite les deux marques. Il ne reste donc plus, dans la « capitale » de la chaussure de luxe, que les marques Robert Clergerie et Joseph Fenestrier de la société Romanaise de la chaussure, qui maintient dans la région des activités de création, de montage et de commercialisation. La société Clergerie a cependant été placée en redressement judiciaire en mars 2023 puis rachetée par le groupe américain Titan Footwear, qui a mené une restructuration accompagnée de 75 suppressions d'emplois. En novembre 2024, l'usine Clergerie ne compte plus que 35 salariés, et son avenir est très incertain. Le 8 avril 2025, le tribunal de commerce de Romans-sur-Isère prononce la liquidation judiciaire de l'entreprise,.
- Le fabricant de prêt-à-porter 1083 est créé en 2013 dans la commune.
- Chaîne de magasins d'usine : « Marques Avenue ».

Nucléaire
Le site nucléaire de Romans de la Franco-Belge de Fabrication du Combustible (filiale à 100 % de Framatome) est implanté dans la commune. Il fabrique du combustible nucléaire pour des centrales de production d'électricité et des réacteurs de recherche. Le 18 juillet 2008, l'Autorité de sûreté nucléaire (ASN) a annoncé qu'à la suite d'une rupture de canalisation des rejets d'effluents radioactifs ont eu lieu. La filiale d'Areva, a affirmé que « l'incident est circonscrit à l'endroit de la rupture de la canalisation et reste donc limité au site ». Evangelia Petit, porte-parole de l'ASN, a déclaré « Les premières analyses montrent qu'il n'y a pas du tout d'impact sur l'environnement, car les quantités d'uranium sont très faibles, de l'ordre de quelques centaines de grammes ». L'incident a été classé no 1 sur l'échelle INES.

### Services
De 2016 à sa liquidation en 2024, le groupe SFAM/Indexia employait plus de 800 personnes à son siège social de Romans.

### Prix de l'immobilier
Le marché immobilier résidentiel à Romans-sur-Isère a connu un affaiblissement de son volume de transactions d'environ 26% entre 2022 et 2023. Durant cette même période, les prix des biens sont restés relativement stables, avec une médiane de 1 906 €/m² en 2023. Cependant, les valeurs extrêmes relevées s'échelonnent entre 1 108 €/m² et 2 718 €/m², traduisant une certaine hétérogénéité du marché local.

## Culture locale et patrimoine

### Lieux et monuments
- Durant la guerre de Cent Ans, la ville s'était entourée d'un second rempart qui englobait les faubourgs (quartiers de la Presle, de la Pavigne et de Saint-Nicolas). Ce rempart commença à être abattu vers 1830. Des vestiges sont encore visibles : une tour rue des Remparts-Saint-Nicolas, les murailles du quai Sainte-Claire et du cimetière Saint-Romain[98].
- Collégiale Saint-Barnard (XIIe siècle au XIIIe siècle).

Elle est classée MH : portail (XIIe siècle), statues mutilées et chapiteaux sculptés, frise d'inspiration antique, nef unique, transept, chœur (XIIIe siècle), arc plein cintre, clefs de voûte ornées, chapelle du Saint-Sacrement (XIVe siècle), tapisseries avec des scènes de la Passion (XVIe siècle), peintures murales ((XVe siècle) dans le chœur, tribune d'orgue ((XVIIe siècle, statues en bois (classées).
- Ancienne chapelle Sainte-Madeleine : colonne, chapiteau et absidiole (MH), voûte conduisant à la porte Saint-Jean de la collégiale, constructions sur la voûte (IMH)[5].
- Hôtel de Clérieu, maison forte construite par la famille de Clérieu dont le donjon du Xe siècle ou XIe siècle est toujours visible[27]. Fut ensuite la propriété de la famille de Poitiers de la branche des comtes de Valentinois puis vendu au XVIe siècleaux monayeurs romanais de la famille des Forest (dit Coppe) qui firent construire une porte fortifiée toujours en place avec ses mâchicoulis et ses meurtrières[27],[99].
- Tour Jacquemart : horloge, ancienne tour d'enceinte et porte fortifiée du XIIe siècle.
- Le « Pont Vieux », reliant Romans-sur-Isère à Bourg-de-Péage (XIIIe siècle)[100].
- Maisons médiévales du XIVe siècle[17].
- Maison du Mouton : située au cœur de la cité médiévale, elle est un des bâtiments civils les plus anciens de Romans[101]. Rachetée par la Ville en 2020, restaurée entre 2021 et 2024, elle abrite désormais la maison du patrimoine (histoire de la ville et du territoire nord de l'agglomération)[102].
- Hôtels particuliers Renaissance du XVe siècle au XVIe siècle[103].
- Ancien couvent de la Visitation de Romans-sur-Isère (XVe siècle) : église (XVIIe siècle)[5].
- Place aux Herbes : escalier du XVIe siècle (IMH)[5].
- Rue du Mouton : arcs-boutants[5].
- Calvaire des Récollets (XVIe siècle) : niches avec statuettes saintes[5].
- Chapelle[5] Saint-Roch ou chapelle des Balmes : en 1913, le prêtre Marius Clément Bayard fait l'acquisition d'une terre sur laquelle cette chapelle est bâtie à la fin de la Première Guerre mondiale. En février 1942, le père Michel Collin (un prêtre lorrain) se réfugie à Romans, au presbytère de l'église des Récollets, il se revendique prêtre de l'Amour infini. À Romans il va retrouver un prêtre hollandais, le père Lods, et le frère Marie-Bernard. Par la suite, va régner une atmosphère mystique. Le frère Marie-Bernard serait de sang royal et reconnu par le Vatican comme prétendant au titre de lieutenant du Sacré-Cœur au royaume de France. Il se fait appeler le Cavalier Blanc. Plus tard, ils se réfugient dans la chapelle des Balmes[104] où le père Lods réalise une fresque montrant le Cavalier Blanc traversant le pont Vieux[105].
- Église Notre-Dame-de-Lourdes (1940) : clocher carré, fresques (XXe siècle)[5].
- Église Saint-Curé-d'Ars de la Monnaie.
- Église Saint-Jean-Bosco de Romans-sur-Isère.
- Ancienne Église Saint-Jean-Bosco de Romans-sur-Isère.
- Église Saint-Nicolas de Romans-sur-Isère.

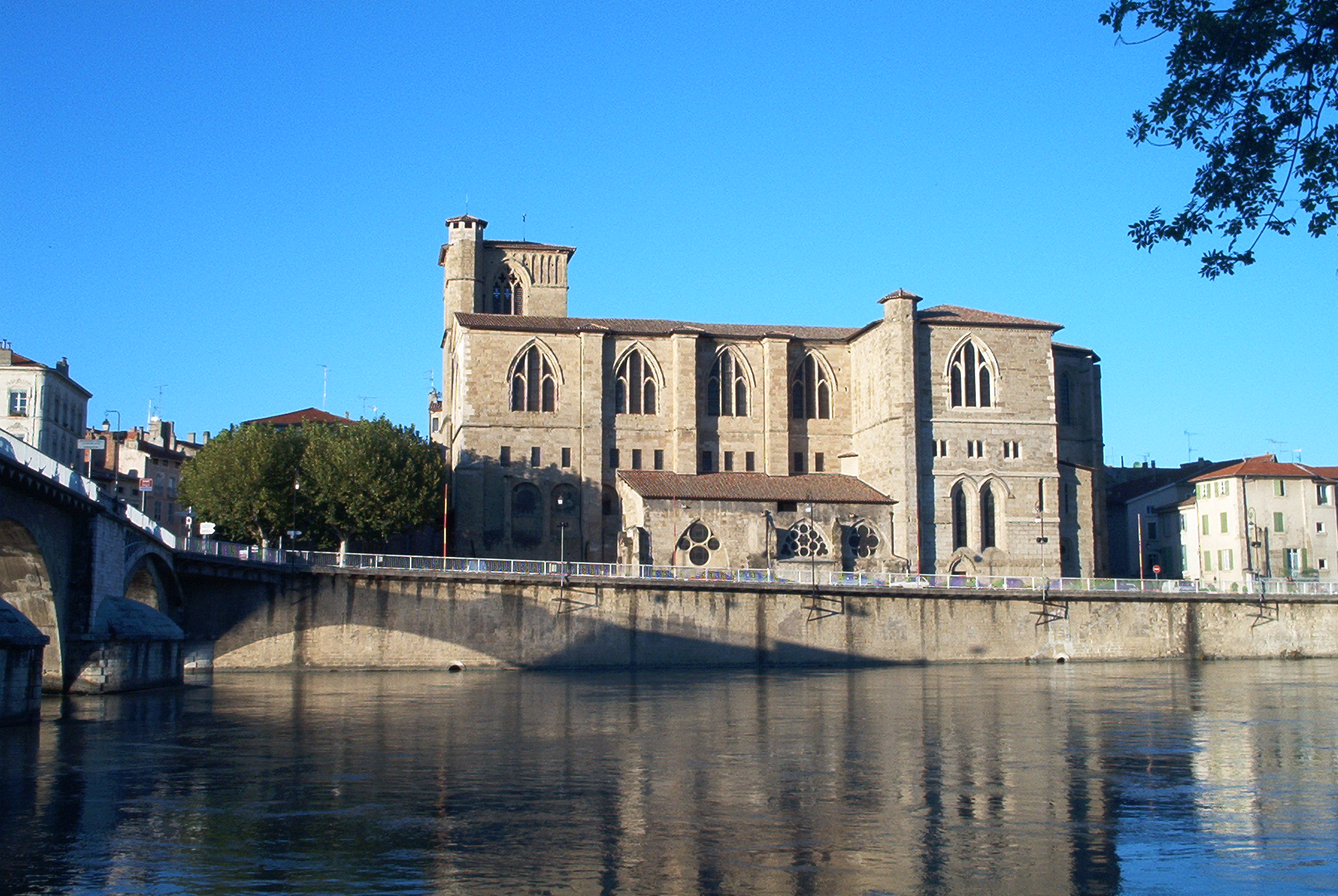
La collégiale Saint Barnard.
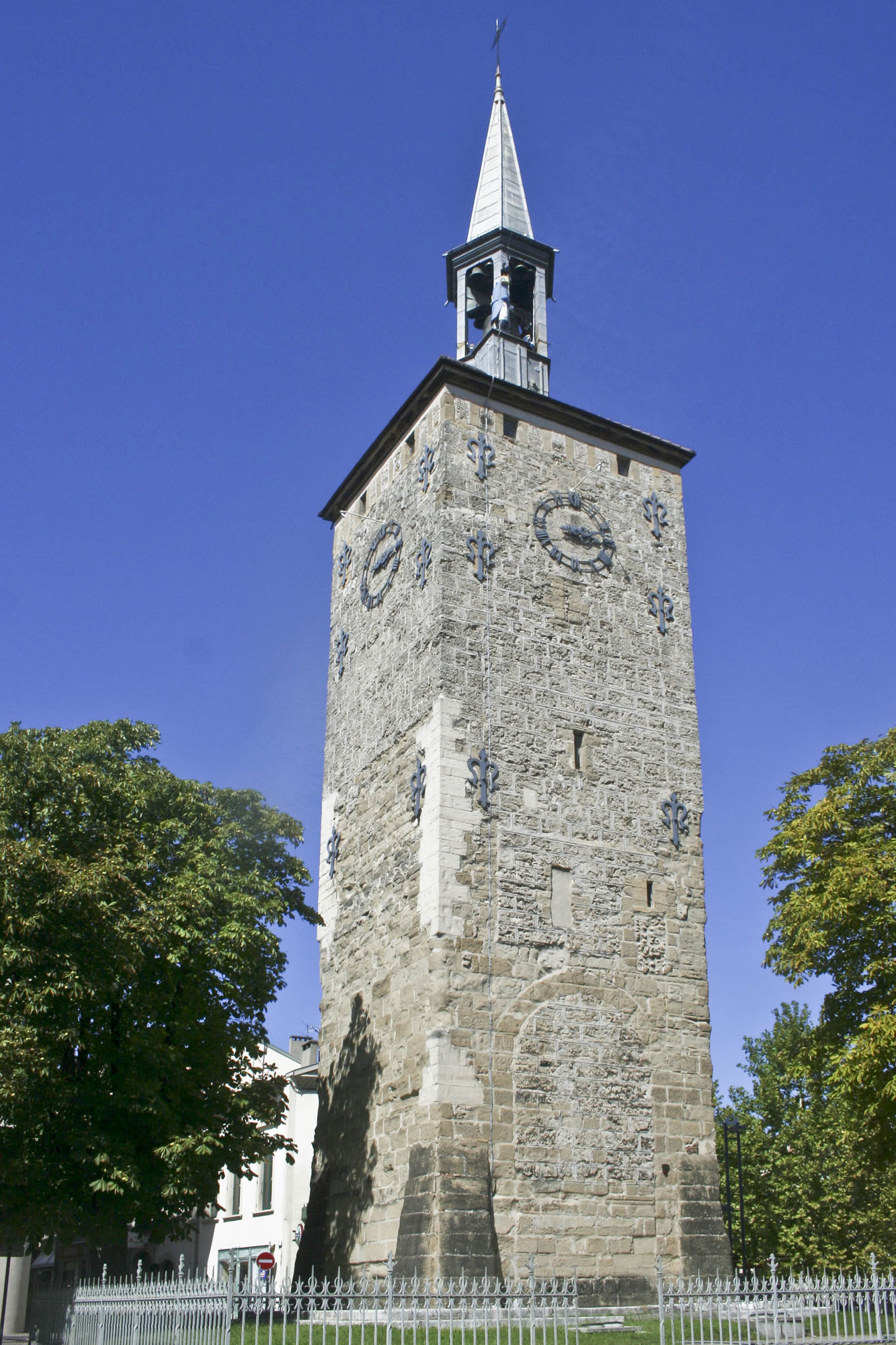
La tour Jacquemart.
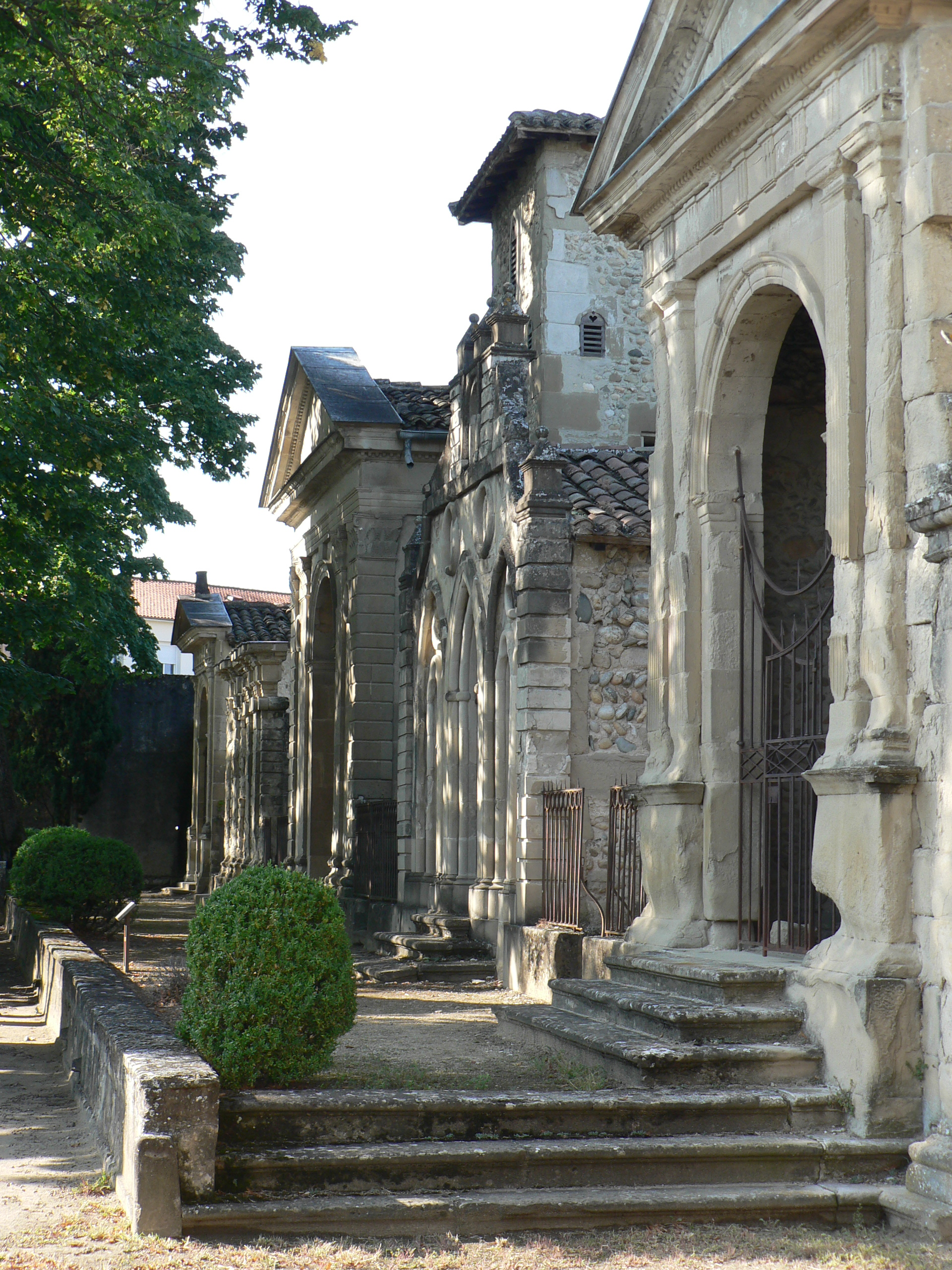
Le cimetière des Récollets.
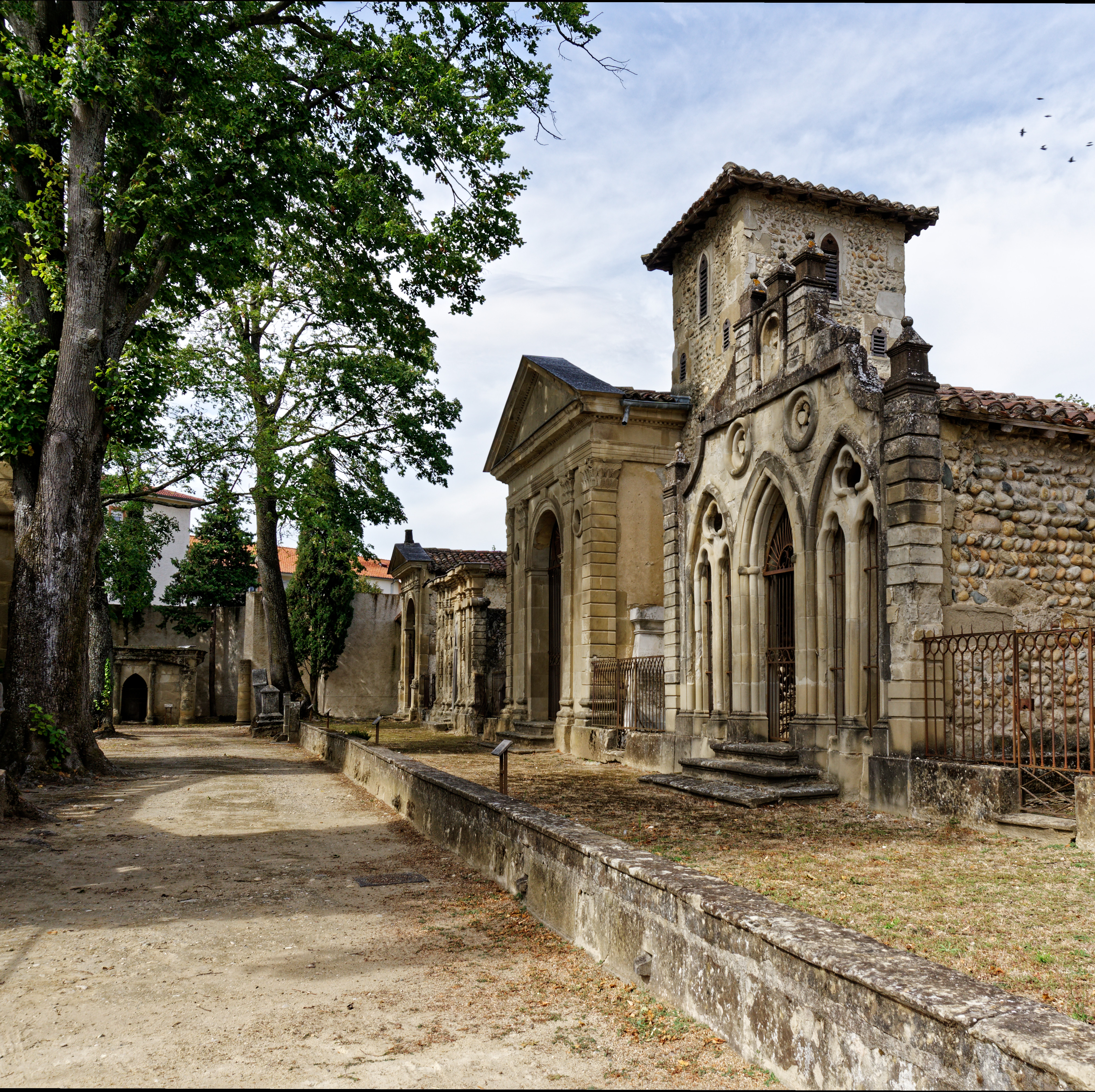
Le cimetière des Récollets.
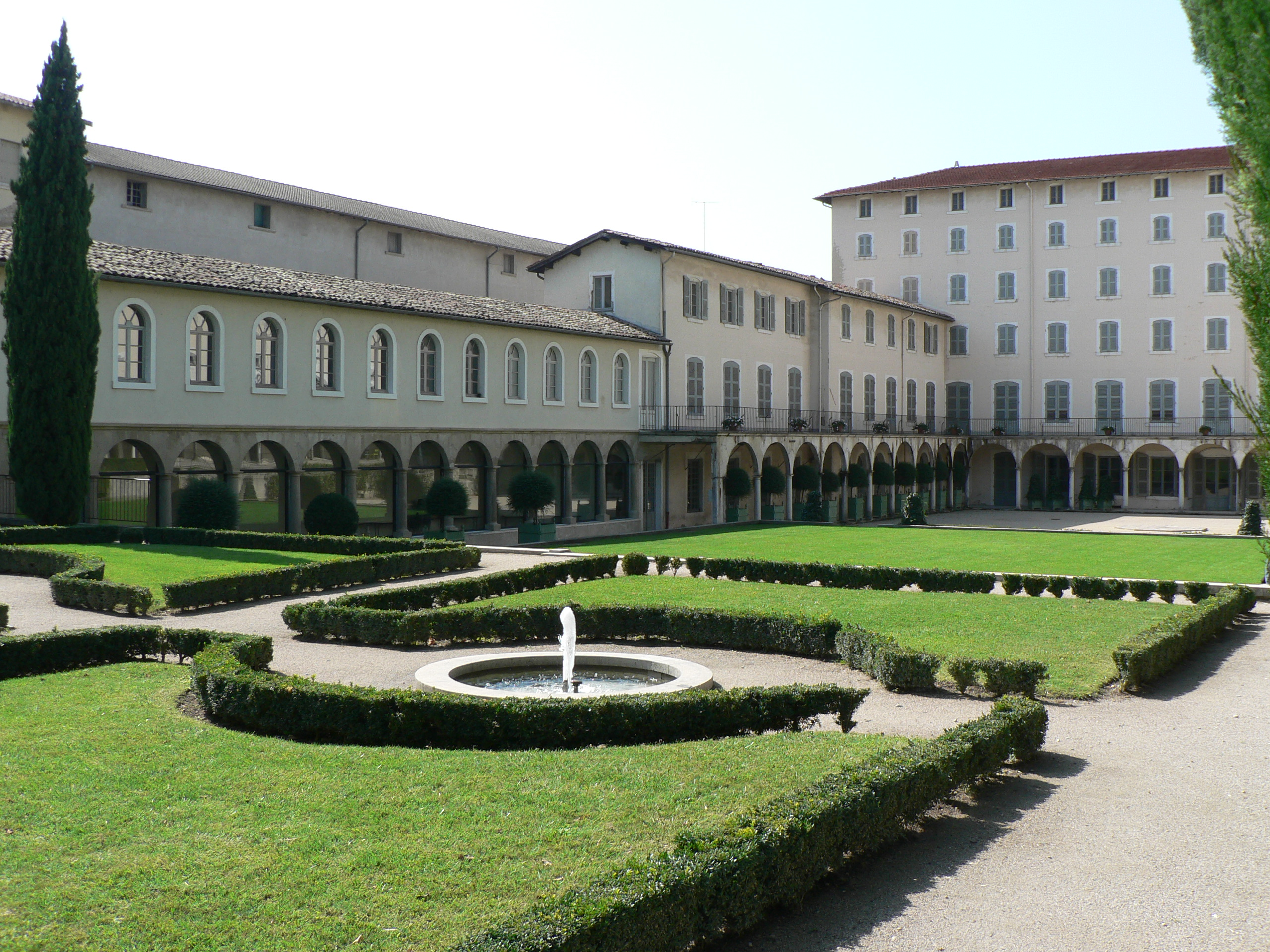
Le couvent de la Visitation.
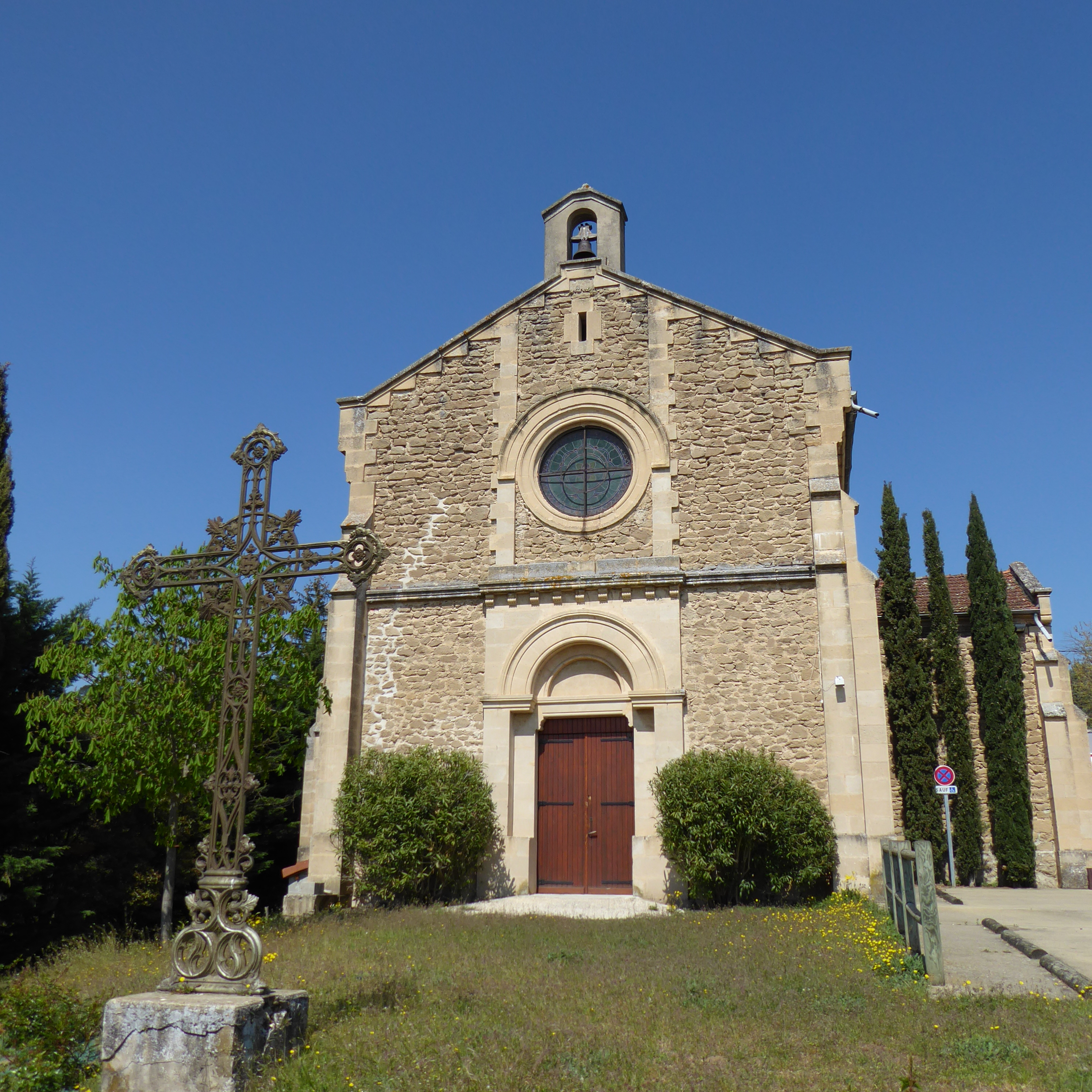
Église des Balmes.
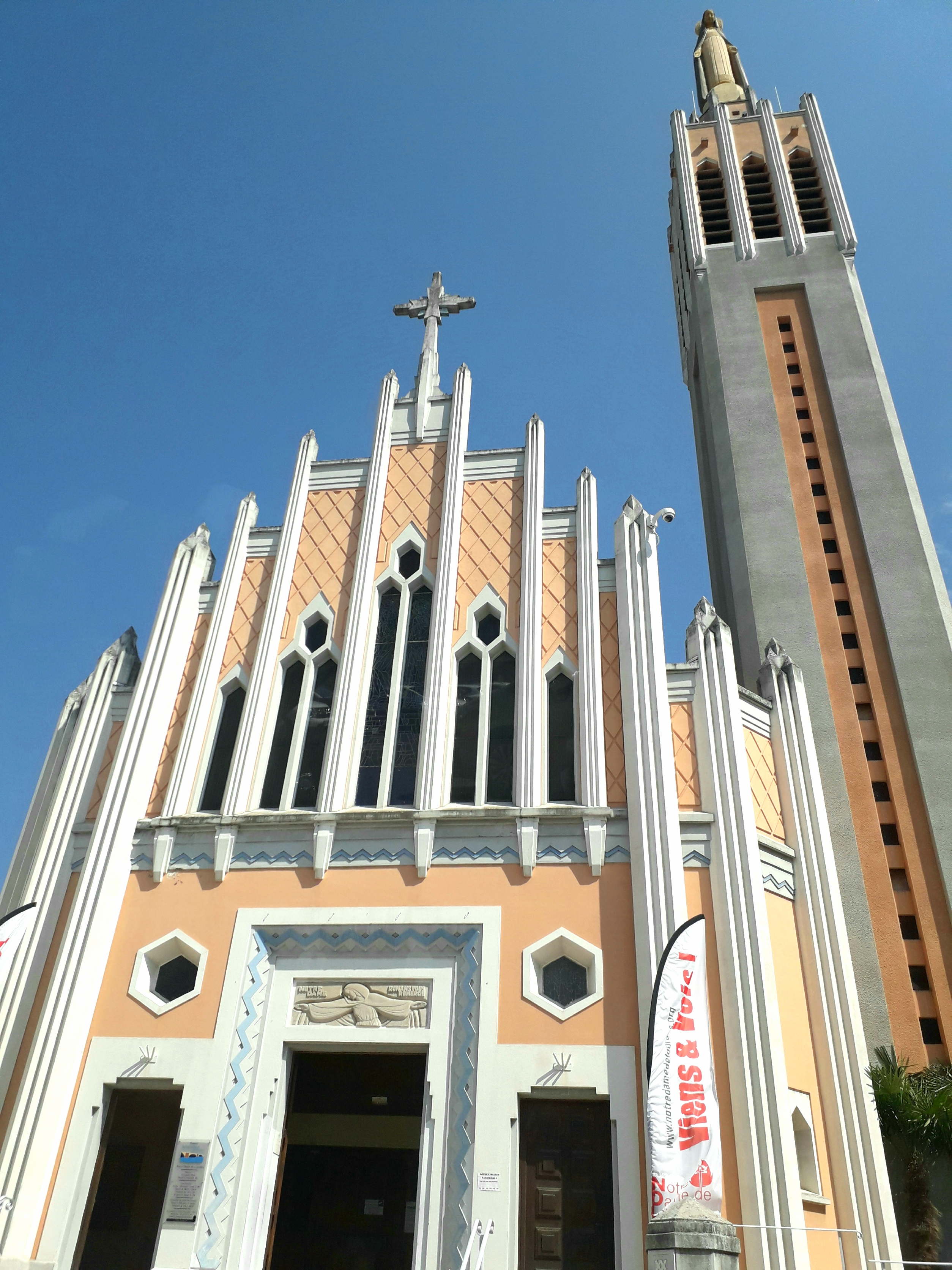
Église Notre-Dame-de-Lourdes.

L'association Sauvegarde du patrimoine romanais péageois propose des articles sur les monuments des deux communes.

### Patrimoine culturel

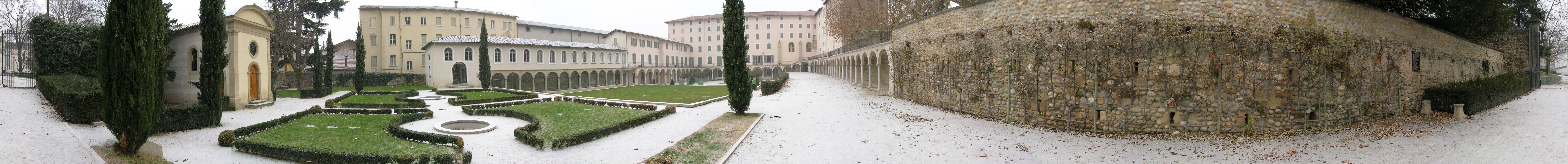
Les jardins du musée de la chaussure.

- Musée international de la Chaussure : il retrace l'historique depuis 4000 ans[5] (il est situé dans l'ancien couvent de la Visitation).
- Musée de la Résistance et de la Déportation[5]. La décision de la maire Marie-Hélène Thoraval de fermer le musée municipal consacré à la Résistance et à la déportation en 2021 suscite une polémique[107]. Des habitants et les associations d’anciens combattants dénoncent « une décision politique abjecte »[108] et organisent un comité de défense du musée[109]. Une pétition nationale recueille, en  2023, 31 500 signatures[110].
- Musée régionaliste[5].
- Folklore[5].
- Groupe d'art dramatique Agora[5].
- La cité de la musique a été inaugurée le 22 juin 2013 sur l'emplacement de l'ancien hôpital (parc François-Mitterrand)[111].
- Artisanat d'art[5].
- Sociétés savantes[5].

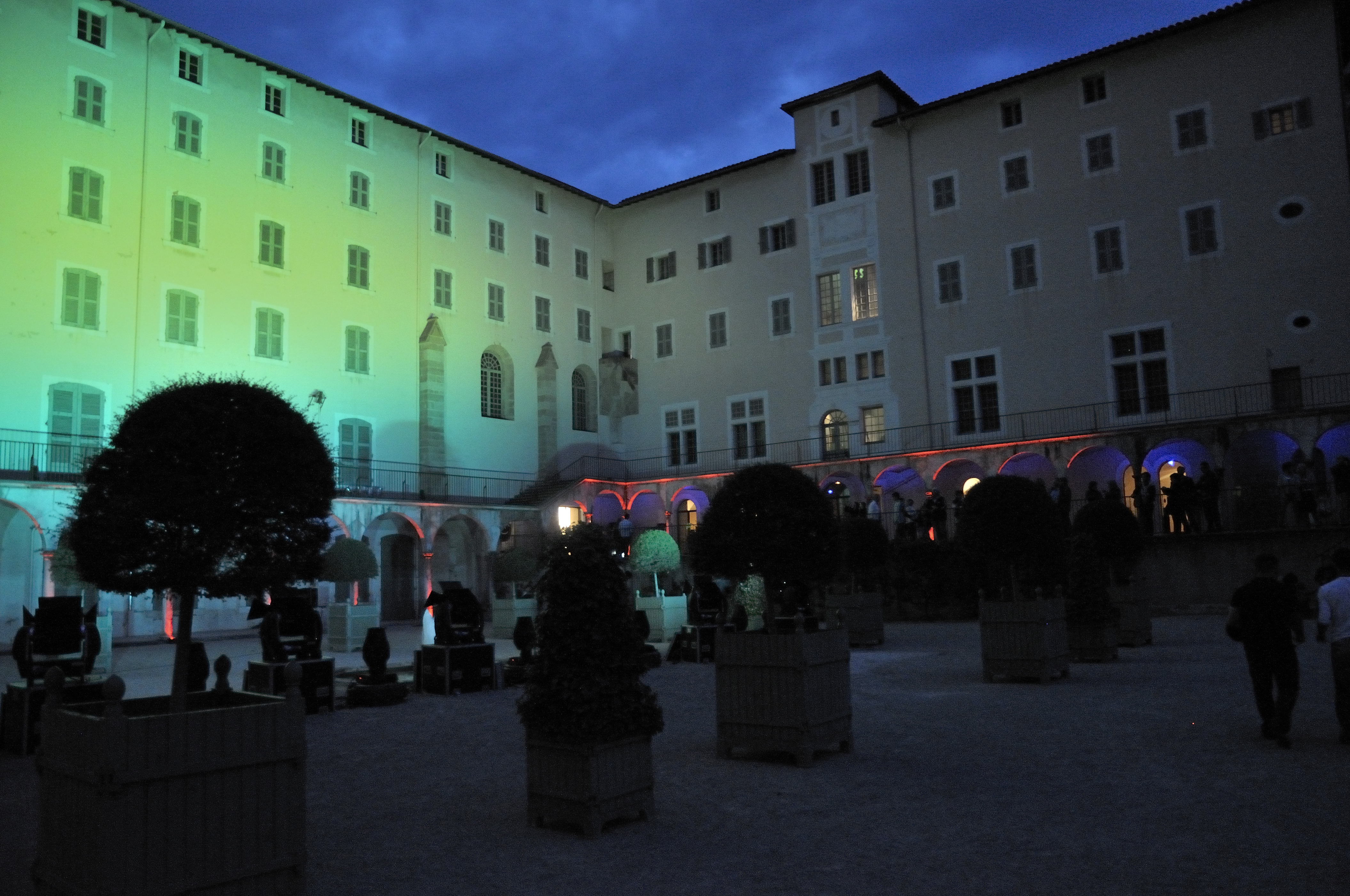
Le musée international de la Chaussure.
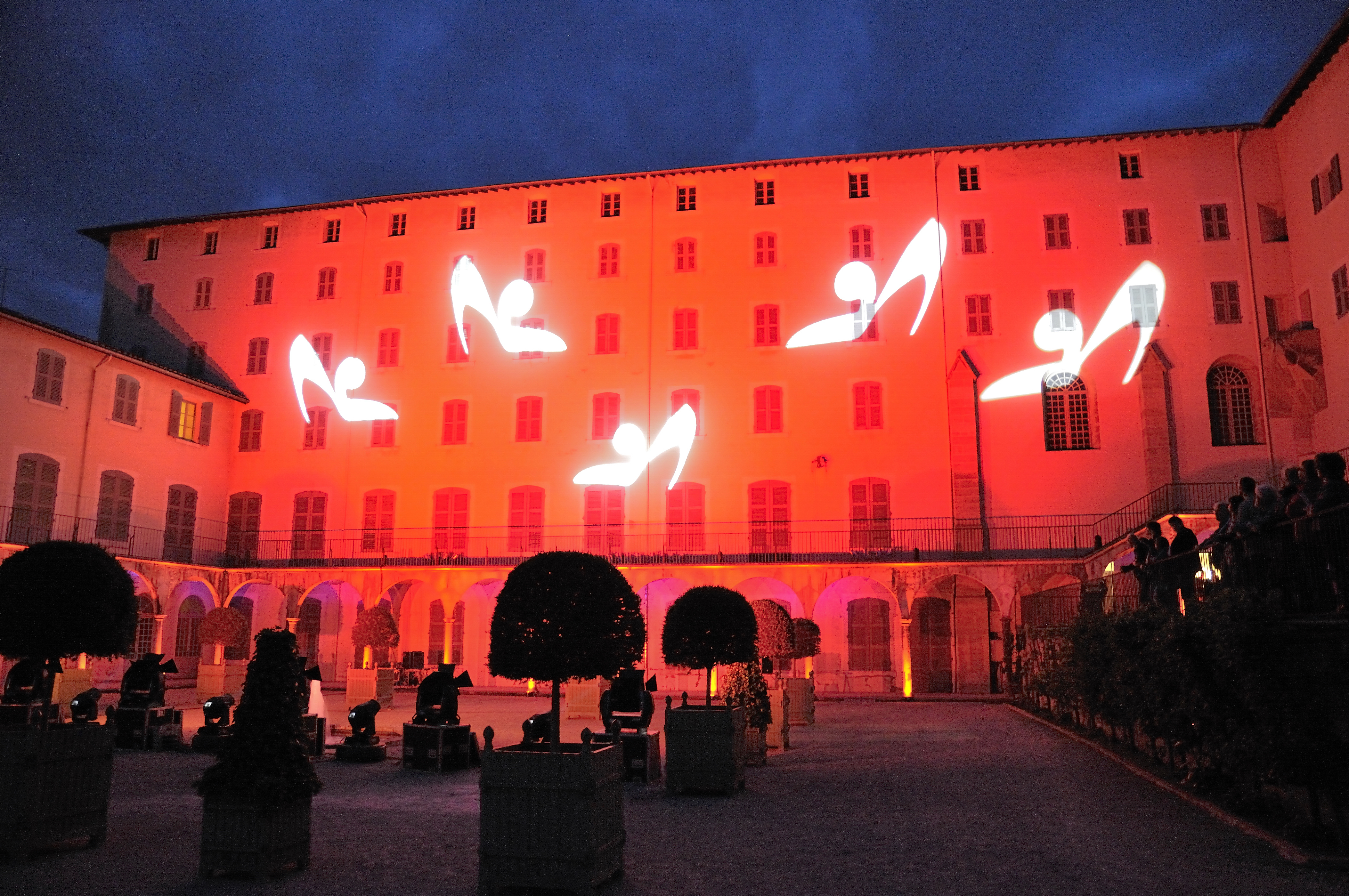
Le musée lors de la nuit des musées.

#### Gastronomie
- La mère Maury : historique fabricant de ravioles depuis 1885.
- La pogne de Romans : sorte de brioche en forme de couronne, parfumée à l'eau de fleur d'oranger.
- La raviole du Dauphiné.
- Les lunettes de Romans : deux sablés ovales à bord dentelé, réunis par une couche de confiture (traditionnellement de framboises ou de myrtilles), dont le sablé supérieur est percé de deux trous ronds dentelés donnant son nom « lunettes » au produit.

#### Vie associative
La ville de Romans bénéficie d'un tissu associatif dynamique, qui a cependant été fragilisé par une baisse importante de subvention en 2016.

### Patrimoine naturel
- Panorama du belvédère de Bellevue[5].
- Grottes[5].

### Personnalités liées à la commune
- Barnard de Romans : fondateur en 838 de l'abbaye bénédictine autour de laquelle s'est développée Romans.
- Hugues de Romans (v.1040-1106) : évêque de Die et légat du pape.
- Humbert de Romans (né à Romans vers 1194) : maître général de l'ordre dominicain.
- Perrot de Verdun, riche bourgeois qui fut élu consul de Romans le 6 juillet 1370[113]. Ce célèbre drapier romanais est connu pour être le « bienfaiteur de Romans ». Dans son testament, il lègue toutes ses propriétés au consulat de la ville. Ces donations sont à l'origine de la « fondation Perrot de Verdun » qui servit aux nécessiteux de la cité pendant plusieurs siècles. Sa maison servit de maison commune de la ville jusqu'au XVIIIe siècle[114]. Un portrait de Perrot de Verdun est aujourd'hui visible aux archives communales de Romans-sur-Isère[réf. nécessaire].
- Henri de Sévery (né à Sévery, mort à Rodez en 1396 : prieur de la collégiale Saint-Barnard, évêque de Saint-Jean-de-Maurienne puis de Rodez.
- Jean Borrel alias Johannes Buteo (né à Charpey en 1492 et mort près de Romans) : mathématicien et antonin.
- Thomas Arthur de Lally-Tollendal (1702 à Romans-1766) : général, gouverneur-général de l'Inde française.
- Claude Charles Delacour d'Ambézieux (1733 à Romas - 1792 à Romans) : député aux États généraux de 1789.
- Joseph Michel Antoine Servan (1737 à Romans-1807) : juriste et philosophe.
- Joseph Servan (1741 à Romans-1808) : général et homme politique, ministre de la Guerre en 1792, frère du précédent.
- Claude-Pierre de Delay d'Agier (1750 à Romans-1827) : homme politique.
- Jean-Baptiste Charles d'Abzac de La Douze de Cazenac (1754-1794), officier du Royal-Italien qui a fait la guerre d'Indépendance américaine, en garnison à Romans sous la Révolution, marié à Romans en 1790 avec la fille d'un marchand de cette ville, condamné à mort comme émigré et guillotiné à Agen le 16 avril 1794[115].
- Robert Motte (1754-1829 à Romans), général des armées de la République et de l'Empire, né à Notre-Dame-de-Fresnay (Calvados).
- Louis André Bon (1758 à Romans-1799) : général d'Empire, mort au combat le 19 mai 1799 à Saint-Jean-d'Acre. Son nom est gravé sous l'Arc de Triomphe.
- Étienne François Raymond Pouchelon (1770 à Romans-1831) : général des armées de la République et de l'Empire.
- Hippolyte Charles (1772 à Romans-1837) : capitaine de hussards, amant de Joséphine de Beauharnais.
- Saint-Cyr Nugues (1774 à Romans-1842) : général des armées de la République et de l'Empire.
- Gabriel de Montélégier (1780 à Romans-1825) : général d'Empire.
- Paul Émile Giraud (1792 à Romans-1883) : député de la Drôme.
- Louis-Philippe Premier (1836 à Romans-1908 à Romans) : industriel liquoriste.
- Léon Barracand (né à Romans en 1844) : écrivain et critique littéraire, auteur des Souvenirs d'un homme de Lettres.
- Charles Chabert (1851 à Romans-1914), homme politique, député de la Drôme de 1908 à 1914.
- Roger François (né en 1900 à Romans) : champion olympique d'haltérophilie,.
- Albert Triboulet (né vers 1901) : résistant du Vercors, enseignant au collège de Romans-sur-Isère. Il a donné son nom a l'un des lycées de la ville.
- Maurice Michel (1904-1985 à Romans) : député de la Drôme.
- Simone Abat (née en 1915 à Valence, morte en 1944 à Romans-sur-Isère) : résistante communiste française, tuée en mission.
- Bruno Larat (1916 à Romans-1944) : résistant.
- Louis Maisonnat (1919 à Romans-1986) : député communiste de l'Isère.
- Alexandre Drevet (1920-1991 à Romans) : fondateur du Camp Wodli, maquis FTPF.
- Roger Raoul Rocher (né en 1920 à Romans) : ajiste, cofondateur (1944) des francs et franches camarades (centres aérés, terrains d'aventures, écoles ouvertes).
- Robert Soro (né en 1922) : international de rugby, joueur au club de Romans-sur-Isère, surnommé « le lion de Swansea ».
- Georges Fillioud (1929-2011) : maire de Romans-sur-Isère (1977-1983), secrétaire d'État chargé des techniques de communication (1983-1986), mari de Danièle Évenou (mariage en 1996).
- R. Toros (1934-2020) : sculpteur français d'origine arménienne installé puis mort à Romans.
- Étienne-Jean Lapassat (1939-1990)[116] : maire de Romans-sur-Isère. On a donné son nom à l'un des collèges de la ville.
- Roger Blachon (1941 à Romans-2008) : dessinateur à L'Équipe.
- René-Louis Baron (né en 1944 à Romans) : architecte logiciel et inventeur du procédé de composition musicale automatique et cohérente (I.A.M. : Intelligence artificielle musicale).
- Christian Darlet (né en 1946 à Romans) : joueur de rugby.
- Alain Manoukian (né en 1946) : homme d'affaires, créateur de la marque "Alain Manoukian" A fait une partie de ses études à Romans et, en 1973, a ouvert sa première boutique de prêt-à-porter à Romans.
- Jean-Pierre Descombes (né en 1947 à Romans) : animateur de télévision, né à Romans-sur-Isère.
- Michel Fontaine, né le 6 mai 1952 à Romans-sur-Isère (Drôme), est un homme politique français.Il est sénateur de La Réunion de 2011 à 2017 et maire de Saint-Pierre depuis 2001.
- Leila Hamrat (née en 1957 à Romans) : pasteure au parcours international.
- Dani Lary (né en 1958 à Oran : magicien, a grandi à Romans-sur-Isère.
- Erik Comas (né en 1963 à Romans) : pilote de Formule 1 de 1991 à 1994.
- Gilles Darlet (né en 1965 à Bourg-de-Péage) : joueur de rugby, joueur au club de Romans-sur-Isère.
- Philippe Saint-André (né en 1967 à Romans) : ancien capitaine de l'équipe de France de rugby.
- Thierry Dusserre (né en 1967 à Romans) : biathlète.
- Raphaël Saint-André (né en 1971 à Romans) : frère du précédent, joueur et entraineur de rugby à XV.
- Coralie Delaume (1976 à Romans-2020 à Montélimar) : blogueuse, essayiste, journaliste à Marianne et au Figaro.
- Logan Alphant (né en 1983) : footballeur professionnel depuis 2004, a joué au club de la Persévérante sportive romanaise.
- Bob Lennon (né en 1987 à Romans) : vidéaste web, auteur et comédien français.
- Baptiste Reynet (né en 1990 à Romans) : footballeur professionnel.
- Gaëtan Germain (né en 1990 à Romans) : joueur de rugby professionnel.
- Elsa Bois (né en 2000 à Romans) : danseuse et chorégraphe.

Le groupe d'Arts et Traditions Populaires Empi et Riaume est basé à Romans. Il y organise tous les ans le Festival International de Folklore Cultures et Traditions du Monde.

### Héraldique, logotype et devise

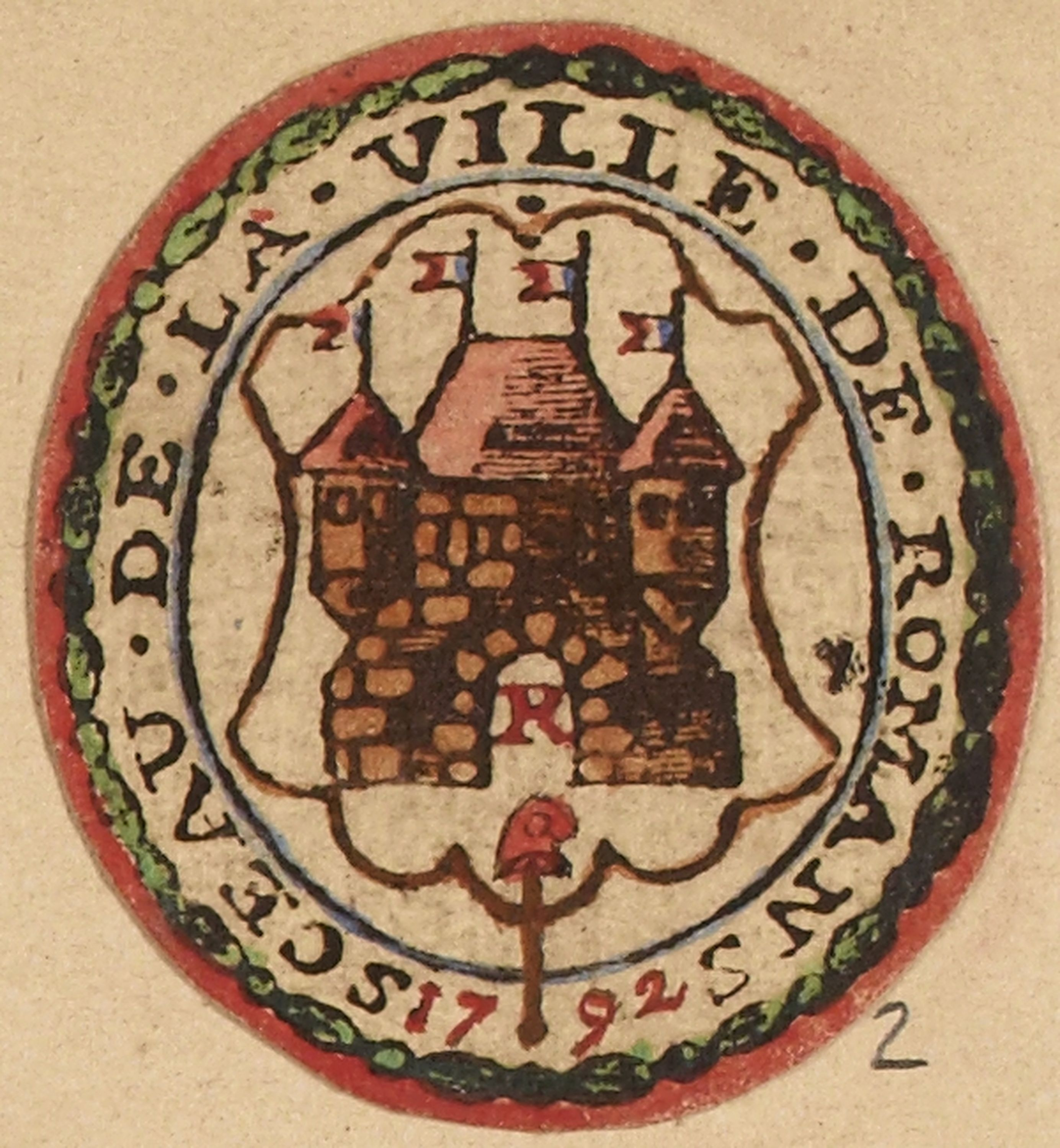
Sceau de la ville de Romans (1792).

En 1891, les armoiries de Romans sont D'azur, à la porte de ville ouverte en forme de tour carrée, pavillonnée et girouettée et flanquée de deux guérites pavillonnées et girouettées le tout d'argent, maçonné de sable, avec un grand R couronné d'or, dans l'ouverture de la porte. La devise est Saint-Georges et Dalphiné.
|  | Romans-sur-Isère possède des armoiries dont l'origine et le blasonnement exact ne sont pas disponibles. |

### Témoignages et mémoires sur l'histoire de Romans
- Marcel Armand, Une tranche de pogne : Quelques événements romanais, Romans-sur-Isère, Union locale CGT, 1979, 78 p.
- Marcel Armand, Histoire de la Bourse du travail de Romans et de ceux qui l'ont faite : Un militant parle, Romans-sur-Isère, Union locale CGT, 1982, 80 p.
- Jeanne Deval, Ces années passées : Romans-Bourg-de-Péage, 1900-1939, Romans-sur-Isère, Deval, 1988, 303 p.
- Elvio Sagatto, Romans-sur-Isère : Tranches de vie dans le quartier Saint-Nicolas, 1920-1940, Romans-sur-Isère, Association Sauvegarde du patrimoine romanais-péageois, 2006, 128 p.

### Essais historiques
- Emmanuel Le Roy Ladurie, Le Carnaval de Romans : De la Chandeleur au mercredi des Cendres, 1579-1580, Paris, Gallimard, coll. « Bibliothèque des histoires », 1979, 426 p.
- Ludovic Viallet, Bourgeois, prêtres et cordeliers à Romans, v. 1280-v. 1530, Saint-Just-la-Pendue, Publications de l'Université de Saint-Étienne, 2001, 607 p.Texte remanié d'une thèse de doctorat soutenue à Grenoble-II en 1999
- Laurent Jacquot, Romans : Traces d'histoire, Veurey, Le Dauphiné libéré, coll. « Les patrimoines », février 2008, 51 p. (ISBN 978-2-916272-36-8)
- Association Sauvegarde du patrimoine romanais-péageois, La Libération de Romans et de Bourg-de-Péage, Saint-Cyr-sur-Loire, Sutton, coll. « Témoignages et récits », 2004, 160 p. (ISSN 1622-7077)
- Association Sauvegarde du patrimoine romanais-péageois, Histoire et Patrimoine, 20 ans de chroniques dans L'Impartial, mars 2009.
- Ulysse Chevalier, Romans-sur-Isère [« Annales de la ville de Romans »], Nîmes, Lacour, coll. « Rediviva », 2002 (1re éd. 1897), 347 p.Fac-similé de l'édition originale parue à Valence, chez J. Céas et fils, en 1897
- Ulysse Chevalier, Annales de la ville de Romans pendant les guerres de Religion de 1549 à 1599, Valence, Chenevier et Chavet, 1875, 111 p. (lire en ligne)
- Ulysse Chevalier, Un tournoi à Romans en 1484, Romans-sur-Isère, Sibilat André, 1888, 33 p. (lire en ligne)
- Jean-Baptiste Dochier, Mémoires sur la ville de Romans, Éditions du Bastion, 1987 (1re éd. 1812), 199 p.Fac-similé de l'édition originale parue à Valence, chez J. Montal, en 1812
- Jean-Pierre Ginet, Les Fêtes pascales à Romans sous la Renaissance, Aubenas, Lienhart, 1993, 167 p. (ISBN 2-86677-138-9)
- Jean-Pierre Ginet (préf. Georges Fillioud), Les Métiers d'autrefois à Romans-sur-Isère, Veurey, Le Dauphiné libéré, coll. « Caractères », 2000, 156 p. (ISBN 2-911739-27-2)
- André Lacroix, Romans et le Bourg-de-Péage avant 1790 : Archéologie, histoire et statistique, Péronnas, La Tour Gile, 1999 (1re éd. 1897), 367 p.
- Jean-Yves Baxter, Le Monastère de Sainte-Ursule de Romans, Romans-sur-Isère, 2014, 156 p. (ISBN 978-1-291-84151-0)
- Jean-Yves Baxter, Dictionnaire biographique des romanais Morts pour la France, 1914-1918, Romans-sur-Isère, 2014, 608 p. (ISBN 978-1-291-89789-0)
- Jean-Yves Baxter, Les noms de lieux racontent Romans, Romans-sur-Isère, 2017, 178 p. (ISBN 978-0-244-33107-8)
- Jean-Yves Baxter, Chroniques romanaises, Romans-sur-Isère, 2014, 262 p. (ISBN 978-1-326-09832-2)

### Sur l'architecture et l'urbanisme romanais
- Laurent Jacquot, La Renaissance à Romans, Romans-sur-Isère, Revue des Amis du musée, 2004
- Laurent Jacquot, Les témoins de la Renaissance à Romans, Romans-sur-Isère, Revue des Amis du musée, 2009

#### Études générales
- Romans, Bourg-de-Péage, Romans-sur-Isère, Association Sauvegarde du patrimoine romanais-péageois, 1992, 108 p.
- Romans-sur-Isère et Bourg-de-Péage de A à Z, Saint-Cyr-sur-Loire, Sutton, coll. « De A à Z », 2006, 128 p. (ISBN 2-84910-441-8)
- Danielle Mingasson et Mireille Moreau-Pongy, Travail des femmes et structures urbaines : Le cas de Romans, Grenoble, Institut de recherche économique et de planification, 1976, 130 p.
- Hippolyte Van Leemputten, Notice sur la ville de Romans et le Bourg du Péage, accompagnée d'une carte topographique de la ville de Romans, du Bourg de Péage et des environs, Toulouse, J. Dupin, 1875, 40 p., in-8° (lire en ligne)

#### Collégiale Saint-Barnard
- Cyprien Perrossier (abbé), Les Tapisseries de l'église Saint-Barnard de Romans : Notice historique et descriptive, Valence, Imprimerie valentinoise, 1891, in-8°
- Association Amis de Saint-Barnard, La Tenture brodée du Mystère de la Passion : Collégiale Saint-Barnard, Romans-sur-Isère, Amis de Saint-Barnard, 1990, 44 p.

#### Tour Jacquemart
- Association Sauvegarde du patrimoine romanais-péageois, Jacquemart, Romans-sur-Isère, Association Sauvegarde du patrimoine romanais-péageois, 1996, 31 p.

#### Calvaire des Récollets
- Laurent Jacquot, 1940-1942 : la restauration du Grand Voyage et du Calvaire des Récollets, Romans-sur-Isère, Revue drômoise, 1999
- Association Sauvegarde du patrimoine romanais-péageois, Le « Grand voyage » et le calvaire de Romans en Dauphiné : Notice historique, Romans-sur-Isère, Association Sauvegarde du patrimoine romanais-péageois, 1998, 37 p.
- Alain Châtre et Nicole Prival Piras, Le Jardin des soupirs : Romans-sur-Isère, enclos des Récollets, Valence, Peuple libre, 1995 (ISBN 2-907655-13-2)

#### Cité Jules-Nadi
- Association Sauvegarde du patrimoine romanais-péageois, Romans, une cité-jardin : La Cité Jules-Nadi, Romans-sur-Isère, Association Sauvegarde du patrimoine romanais-péageois, 2005, 64 p.

#### Autres lieux
- Ulysse Chevalier, La Chapelle de Saint-Michel de Romans, Nîmes, Lacour, coll. « Rediviva », 1992 (1re éd. 1869), 16 p. (ISBN 2-86971-570-7 (édité erroné), BNF 35555985)Réédition d'un ouvrage paru à Grenoble, chez Prudhomme, en 1869
- Jean Pautrot, Quelques pages d'histoire romanaise avec l'Hôtel de Clérieu, Romans-sur-Isère, J. Pautrot, 1984, 63 p. (ISBN 2-902935-04-8)

### Sur l'industrie du cuir et de la chaussure à Romans
- Annie Roche, La Tannerie romanaise, La Manufacture, 1984.
- ACCÈS-Université populaire, Les Romanais, Romans et la chaussure : 150 ans d'histoire, Valence, Peuple libre & notre temps, 2001, 335 p. (ISBN 2-907655-34-5)
- Marie-Josèphe Bossan, Romans, le cuir et la chaussure : Catalogue de l'exposition organisée par le Musée de Romans, Romans-sur-Isère, Musée international de la chaussure de Romans, 1979, 28 p.

### Publications sur des associations, institutions et événements romanais
- ARCHER, une histoire romanaise : Du passé à l'avenir, une expérience d'économie sociale et solidaire, Romans-sur-Isère, ARCHER, 2010, 140 p. (ISBN 978-2-9532578-6-1)
- Il était une foire : Rétrospective de la foire du Dauphiné à Romans, Romans-sur-Isère, Association Sauvegarde du patrimoine romanais-péageois, 2006, 64 p. (ISBN 2-9524714-0-2 (édité erroné), BNF 40225372)
- ACCÈS-Université populaire, ACCÈS a vingt ans : L'Université populaire du Pays de Romans de 1987 à 2007, Romans-sur-Isère, Association Sauvegarde du patrimoine romanais-péageois, 2007, 109 p. (ISBN 978-2-9524714-1-1)
- Jean-Claude Bousson, Claude Courau, Christian Darlet et autres, USRP, 1908-2008 : Cent ans de passion, Romans-sur-Isère, USRP, 2008, 252 p. (ISBN 978-2-9523258-8-2 et 2-9523258-8-X)
- Éric Maulavé, Noires et blanches : École nationale de musique et de danse de Romans-sur-Isère, Romans-sur-Isère, Ville de Romans, 1998, 34 p.